# Augusta von Sachsen-Weimar-Eisenach

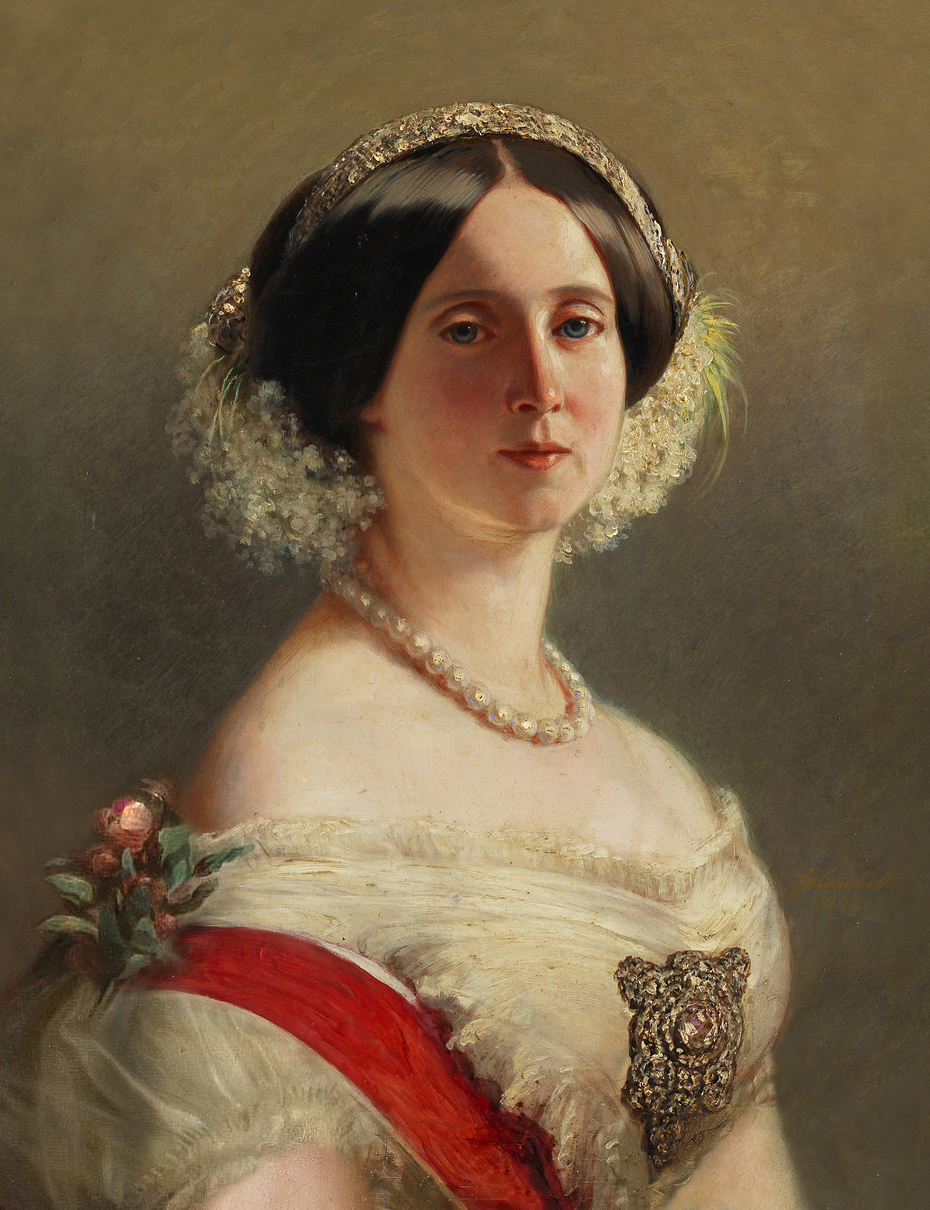
Augusta von Sachsen-Weimar-Eisenach, Porträt von Franz Xaver Winterhalter, 1853

Augusta, mit vollem Namen Maria Luise Augusta Catherina von Sachsen-Weimar-Eisenach (* 30. September 1811 in Weimar; † 7. Januar 1890 in Berlin), war als Ehefrau Wilhelms I. ab 1861 Königin von Preußen und nach der Reichsgründung 1871 die erste Deutsche Kaiserin. Augusta stammte aus dem großherzoglichen Haus Sachsen-Weimar-Eisenach und war über ihre Mutter Maria Pawlowna eng mit der Familie der russischen Zaren verwandt. Im Juni 1829 heiratete sie Prinz Wilhelm von Preußen. Die Ehe verlief spannungsreich. Wilhelm wollte eigentlich seine vom preußischen Hof als nicht standesgemäß beurteilte Cousine Elisa Radziwiłł heiraten, und auch die politischen Ansichten und intellektuellen Interessen der beiden Ehepartner lagen weit auseinander. Trotz persönlicher Differenzen arbeiteten Augusta und Wilhelm bei der Erledigung der Korrespondenz und gesellschaftlichen Zusammenkünften bei Hofe oft zusammen. 1831 und 1838 bekamen sie mit Friedrich Wilhelm und Luise zwei Kinder. Nach dem Tod des preußischen Königs Friedrich Wilhelm III. 1840 stieg sie zur Frau des preußischen Thronfolgers auf.
Politischen Einfluss verschaffte ihr kein offizielles Amt, sondern ihre sozialen Beziehungen und dynastisch bedingte Nähe zu Wilhelm. Eine wichtige Rolle spielte dabei eine umfassende Briefkorrespondenz mit ihrem Gemahl, anderen Fürsten, Staatsmännern, Offizieren, Diplomaten, Geistlichen, Wissenschaftlern und Schriftstellern. Sie selbst verstand sich als politische Beraterin ihres Mannes und sah in dem preußischen Ministerpräsidenten und deutschen Reichskanzler Otto von Bismarck ihren politischen Hauptfeind. Während Bismarck-Biographien die politische Gesinnung der Kaiserin teils als antiliberal oder als destruktiv allein gegen die Politik Bismarcks gerichtet charakterisieren, stuft die neuere Forschung sie als liberal ein. Demnach sei es Augusta insgesamt zwar nicht gelungen, ihren Mann von einem Umbau Preußens und Deutschlands nach dem Vorbild der konstitutionellen Monarchie Großbritanniens zu überzeugen. Dennoch habe sie bei der Erziehung des Thronfolgers, als Fürsprecherin der katholischen Bevölkerung und durch ihren Zugang zum König sowie eine anti-militaristische Repräsentation durchaus über politische Handlungsspielräume verfügt. Wie weit Augustas Einfluss als Monarchengattin im 19. Jahrhundert konkret ging, wird in der Forschung noch diskutiert.

## Leben

### Kindheit und Jugend (1811–1826): Prägung durch den Weimarer Hof
Prinzessin Augusta wurde am 30. September 1811 in Weimar geboren. Sie war das dritte Kind des späteren Großherzogs Carl Friedrich von Sachsen-Weimar-Eisenach und der Großfürstin Maria Pawlowna Romanowa, einer Schwester Zar Alexanders I. von Russland. Am 6. Oktober wurde die Prinzessin getauft. Sie erhielt zunächst den Taufnamen Maria Luise Augusta Catherina. Augusta wuchs, wie bei fürstlichen Familien üblich, nicht primär in der Obhut der Eltern, sondern bei ihrer Kinderfrau Amalia Batsch auf.
Ihre Hoflehrer brachten ihr vier Fremdsprachen bei: Englisch, Russisch, Französisch und Latein. Hinzu kamen als weitere Fächer Mathematik, Geographie, Religion, Geschichte, Tanzen, Zeichnen, Reiten und Musik. Zu ihren Lehrern gehörte Fachpersonal wie die Hofmalerin Louise Seidler, der Komponist Johann Nepomuk Hummel und der Numismatiker Frédéric Soret. Zum wichtigsten Bezugspunkt für Augusta wurde jedoch der Dichter und Naturforscher Johann Wolfgang von Goethe. Goethe organisierte in Absprache mit Augustas Eltern die Lehrinhalte und unterrichtete sie im Umfeld der Universität Jena. Für Augusta war Goethe im Rückblick der „beste, teuerste Freund“, den sie und ihre drei Jahre ältere Schwester Marie in Kindertagen gehabt hätten. Kontakt zu Gleichaltrigen hatten beide Schwestern kaum. Nach Ansicht des Historikers Lothar Gall prägte das vergleichsweise liberale Elternhaus langfristig Augustas politische Haltung. Bereits 1816 hatte ihr Großvater Carl August im Großherzogtum Sachsen-Weimar-Eisenach eine Verfassung eingeführt. Laut Monika Wienfort trug dies dazu bei, dass Augusta später eine Umwandlung Preußens zu einer konstitutionellen Monarchie befürwortete. Das politische Klima in Weimar begünstigte, wie Gall meint, die spätere Nähe Augustas zu einem Zirkel in der sogenannten Wochenblattpartei. Dieser warb nicht nur für eine kleindeutsche Einheit ohne Österreich, sondern ebenfalls für eine „Allianz mit den führenden Kräften des liberalen Bürgertums“ und eine Fortführung der Preußischen Reformen. Der DDR-Historiker Ernst Engelberg bestreitet dagegen grundsätzlich eine liberale Haltung Augustas: Ihre politischen Anschauungen seien eher in der Tradition des aufgeklärten Absolutismus zu verorten. Sie habe nichts von einem „parlamentarischen Regime wissen wollen“, sondern sei für „eine vom Monarchen frei gewählte Verfassung“ eingetreten.
Auch in kultureller Hinsicht prägte der Weimarer Hof Augusta. Sie entwickelte ein ausgeprägtes Interesse an Kunst, galt als gebildet und wurde besonders strikt dazu erzogen, offizielle höfische Umgangsformen einzuhalten, die sogenannte Etikette.

### Verheiratung mit Prinz Wilhelm: Mittel der Bündnispolitik und dynastische Stellung
Augustas Mutter Maria Pawlowna schmiedete für beide Töchter Heiratspläne in Richtung Preußen, das an mehreren Seiten an Sachsen-Weimar-Eisenach grenzte und daher als eine Bedrohung für das Großherzogtum wahrgenommen wurde. Die Heiraten Augustas mit Prinz Wilhelm und Maries mit Prinz Carl von Preußen, Wilhelms jüngerem Bruder, sollten den Fortbestand des Großherzogtums sichern. Den Schutz allein durch die verwandtschaftliche Beziehung zum Zarenhaus Romanow-Holstein-Gottorp hielt Maria Pawlowna für nicht mehr ausreichend. Da sie 1828 selbst Großherzogin wurde, konnte sie die Heiratsbestrebungen stärker vorantreiben. Auf preußischer Seite bestand die Motivation darin, die dynastischen Bande mit Russland weiter auszubauen, denn Augusta war eine Nichte von Zar Nikolaus I. Seit dem gemeinsam erzielten Sieg über Napoleon I. standen sich Preußen und Russland bündnispolitisch besonders nahe. Eine Tochter des preußischen Königs Friedrich Wilhelm III., Charlotte von Preußen, war bereits 1817 mit Nikolaus, dem zweiten Bruder von Alexander I., verheiratet worden.

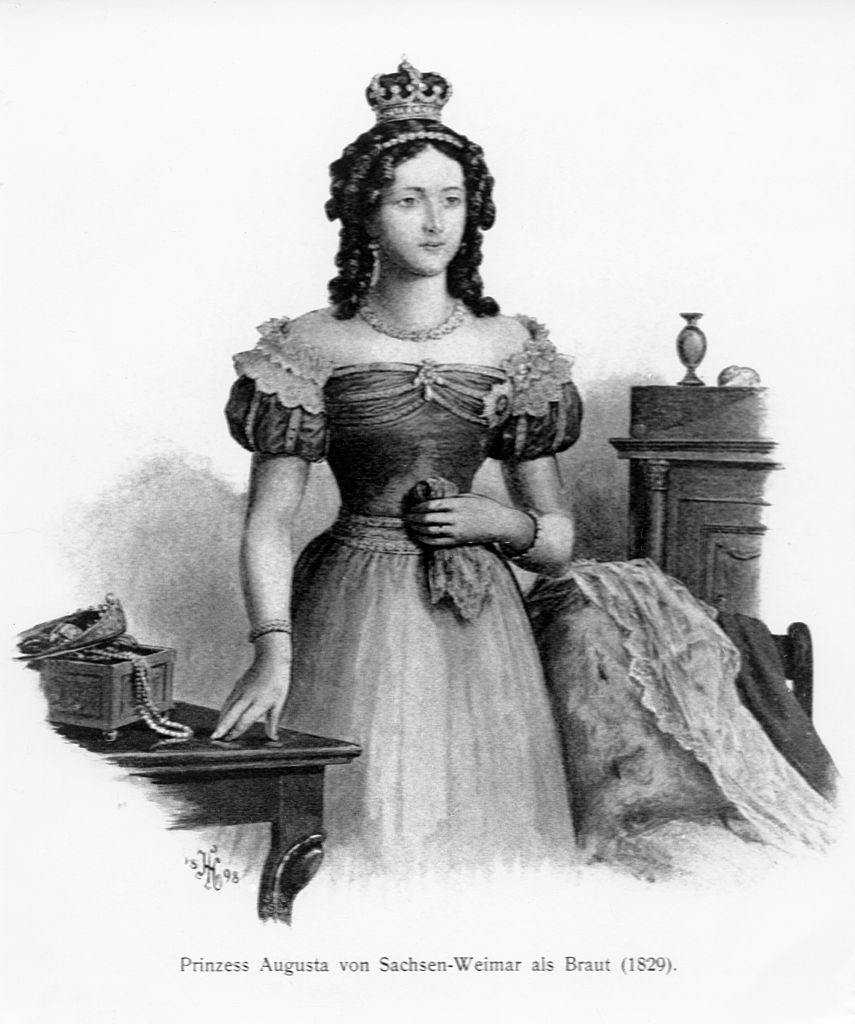
Augusta von Sachsen-Weimar als Braut, um 1829, unbekannter Künstler

Prinz Wilhelm hingegen favorisierte seit seiner Jugend eine ehemalige Spielgefährtin aus Kindertagen, seine Cousine Elisa Radziwiłł, Tochter seiner Tante Luise. Aufgrund ihrer väterlichen Abstammung von dem polnischen Adelsgeschlecht Radziwiłł galt Elisa jedoch nicht als ebenbürtig. Der Großherzog von Sachsen-Weimar-Eisenach knüpfte seine Zustimmung zur Vermählung von Wilhelms jüngerem Bruder Carl mit seiner Tochter Marie an die Bedingung, dass Wilhelm nur eine morganatische Ehe mit Elisa eingehen dürfe. Eine solche Verbindung wollte Friedrich Wilhelm III. verhindern und untersagte seinem Sohn daher im Juni 1826 eine Heirat mit Elisa. Im selben Jahr begegneten sich Wilhelm und Augusta bei der Verlobung Maries mit Carl zum ersten Mal. Da inzwischen abzusehen war, dass Wilhelms älterer Bruder, der spätere Friedrich Wilhelm IV., kinderlos bleiben würde, kam Wilhelm nun die Aufgabe zu, legitimen dynastischen Nachwuchs zu zeugen. So arrangierte Friedrich Wilhelm III. eine Heirat Wilhelms mit Augusta.
Die Weimarer Prinzessin sah in der Verbindung mehrere Vorteile. Vor der Heirat nahm Augusta als zweitgeborene Tochter einen niedrigeren Rang am Hof ein als ihre ältere Schwester. Da Letztere mit Carl von Preußen nur Wilhelms jüngeren Bruder ehelichen sollte, würde Augusta in Preußen über Marie rangieren und konnte damit rechnen, die Frau des Thronfolgers zu werden. Am 11. Juni 1829 fand die Trauung in der Kapelle von Schloss Charlottenburg statt. Zu diesem Zeitpunkt war Augusta 17 Jahre alt.

### Erste Ehejahre: Gespanntes Verhältnis zu Wilhelm und Geburt der Kinder

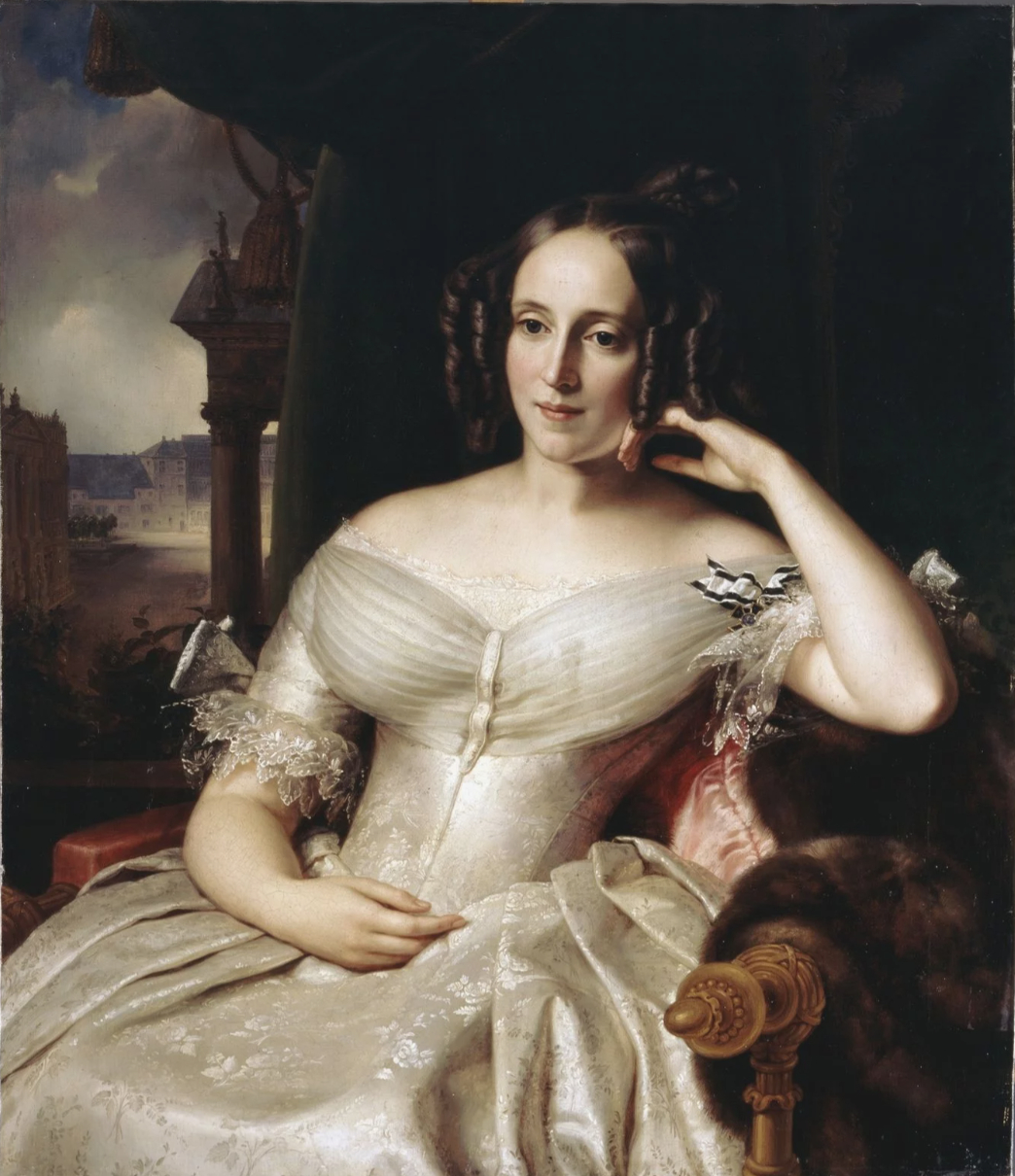
Prinzessin Augusta, gemalt von Carl Joseph Begas um 1838, Klassik Stiftung Weimar in Weimar

Die Ehe verlief nach Einschätzung des Historikers Robert-Tarek Fischer aus mehreren Gründen spannungsreich: So machte der 14 Jahre ältere Wilhelm zum einen keinen Hehl aus seiner fortbestehenden Zuneigung zu Elisa. Zum anderen seien Augustas liberale Ansichten und intellektuelle Interessen von Wilhelm und großen Teilen des preußischen Hofes nicht geteilt worden. Vom Weimarer Hof war Augusta, wie die Historikerin Birgit Aschmann annimmt, auch an eine größere „kulturelle Offenheit“ gewöhnt, als dies bei den Hohenzollern der Fall war. Aus Sicht ihres Mannes entsprach sie überdies zu wenig einem bürgerlichen Frauenideal. Sie sei, wie Wilhelm im Oktober 1829 kritisierte, mehr „Verstandes- und nicht Herzensfrau“. Augusta verstieß damit gegen das damalige Geschlechterbild, wonach der Mann rational und die Frau gefühlvoll zu sein hatte. Laut dem Historiker Jürgen Angelow sei die Ehe trotz ihrer politischen Motivation „nicht ganz so unglücklich verlaufen, wie es hätte sein können“. Mit der Zeit habe sich zwischen beiden ein Vertrauens- und Respektverhältnis entwickelt. In ihrer Rolle als preußische Prinzessin wurde von Augusta am Berliner Hof Zurückhaltung erwartet. Von dieser Norm abweichend teilte sie jedoch ihre Ansichten offen mit und wurde daher später als politische Gefahr für ihren Gemahl empfunden.
Am 18. Oktober 1831 brachte Augusta den Sohn Friedrich Wilhelm zur Welt. Der Fortbestand des königlichen Hauses schien durch die Geburt gesichert. Augusta nahm auf die Erziehung des künftigen Thronfolgers großen Einfluss: Friedrich Wilhelm absolvierte zwar eine militärische Laufbahn, wurde aber darüber hinaus nach einem neuhumanistischen Lehrplan in Naturwissenschaften, Philosophie, Literatur und Altertumswissenschaften unterrichtet. Auf Betreiben seiner Mutter gehörten zu seinen Spielgefährten viele Gymnasiasten aus dem Bürgertum. Augusta bestärkte ihren Sohn darin, an der Universität Bonn – fern vom Einfluss des Berliner Hofes – zu studieren. Bis zum zweiten Kind Luise, der späteren Großherzogin von Baden, die am 3. Dezember 1838 in Berlin geboren wurde, vergingen sieben Jahre. Luise blieb Augustas letztes Kind, denn sie erlitt 1842 und 1843 jeweils eine Fehlgeburt.

### Höfisches Leben: Konflikte, Residenzgestaltung und Zusammenwirken mit Wilhelm

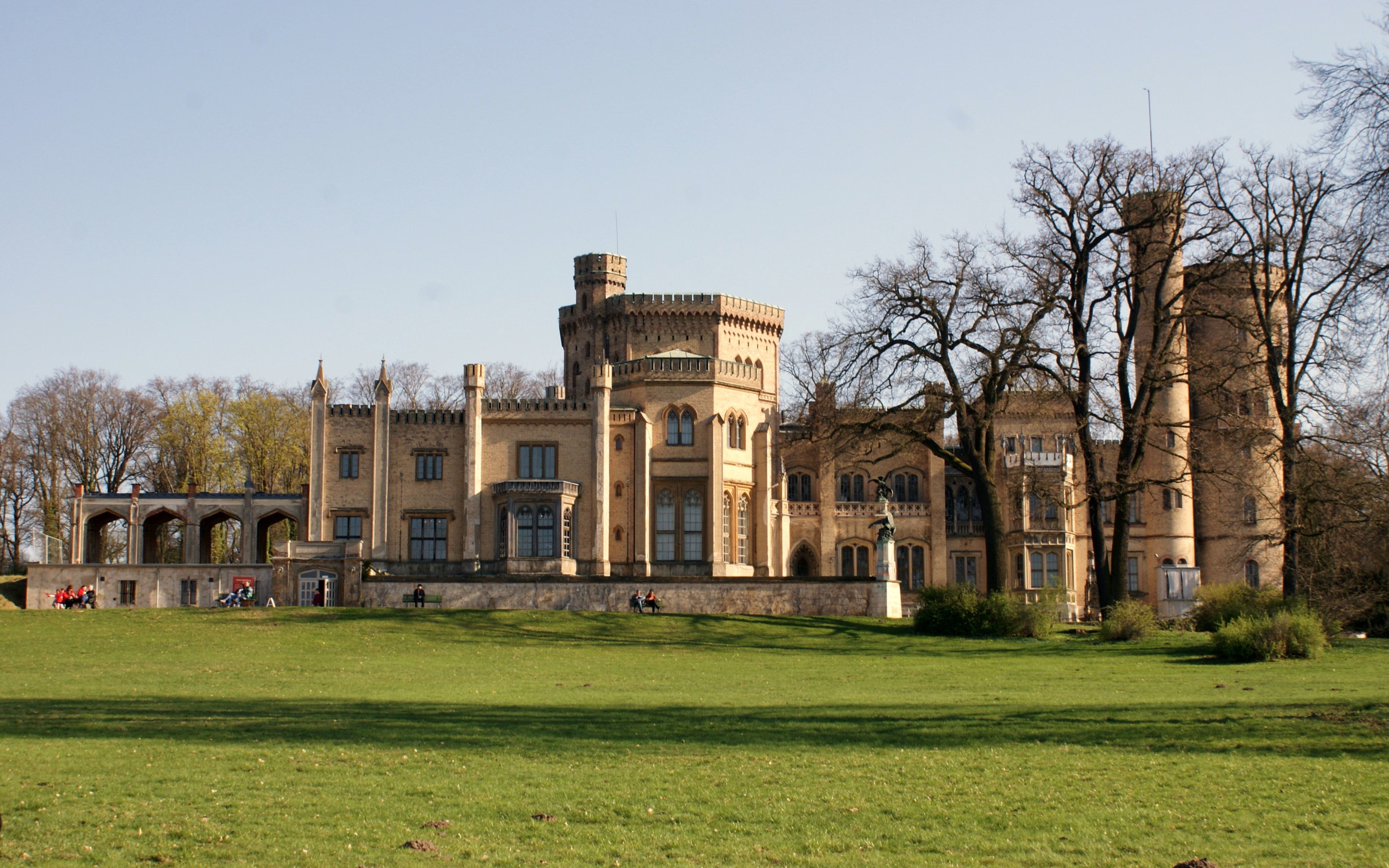
Schloss Babelsberg, Augustas Sommerresidenz bei Potsdam

Augusta hatte ein konfliktreiches Verhältnis zum preußischen Hof. Ihr in Weimar eingeübtes höfisches Auftreten wurde in Berlin und Potsdam als allzu stolz und unnahbar empfunden. Augusta ihrerseits missfiel der im Vergleich mit ihrer Heimat kulturell sparsamere und stärker militärisch geprägte Hof. Sie sah ihre Aufgabe als zunehmend nutzlos an und klagte darüber, dass allein Kronprinzessin Elisabeth, die Frau des späteren preußischen Königs Friedrich Wilhelms IV., karitativ wirken durfte. Zudem pflegte sie weniger mit den etablierten preußischen Adelsfamilien als mit Vertrauten Kontakt, die zum Teil als „Ausländerinnen“ angesehen wurden.
Augustas Sommerresidenz war seit 1835 Schloss Babelsberg bei Potsdam. Als Bauherrin nahm sie einigen Einfluss auf den Schlossbau: Nachdem sie sich mit architekturtheoretischen Werken und Stichen von englischen Landsitzen auseinandergesetzt hatte, fertigte sie eigenhändig Skizzen an und forderte die verantwortlichen Architekten auf, ihre Entwürfe umzusetzen. Augusta widmete sich in den folgenden Jahren ebenfalls der Innenausstattung des Schlosses. Mit dem englisch inspirierten Schloss und Landschaftsgarten drückte sie ihre Sympathien für das liberal regierte Großbritannien aus. Großen Einfluss nahm Augusta auch auf die Inneneinrichtung ihrer Winterresidenz in Berlin, das Alte Palais. Hierhin lud sie Militärs, Politiker, Wissenschaftler, Künstler und Höflinge zu abendlichen Teegesellschaften ein. Einer ihrer bevorzugten Gäste war der Forschungsreisende Alexander von Humboldt. Er berichtete dort von seinen Reisen oder las klassische Literatur vor. Zugegen war als Referent und Schachspieler häufig auch der Altertumsforscher Ernst Curtius.
Es kamen auch politische Themen zur Sprache, wobei Augusta die Zusammenkünfte zur Informationsgewinnung nutzte. Darüber hinaus las sie täglich mehrere Zeitungen und erstellte auf dieser Grundlage für Wilhelm schriftliche Zusammenfassungen der bedeutendsten Ereignisse. Durch die Treffen und den Austausch mit seiner Frau meinte Wilhelm, wie er ihr in einem Brief selbst mitteilte, eine offizielle Richtschnur für ihre Äußerungen vorgeben zu können. Es ging ihm darum, ihre Meinung in seinem Sinne zu beeinflussen und eventuelle Disharmonien zwischen ihnen vor der Öffentlichkeit zu kaschieren. Wilhelm ließ Augusta einen Teil seiner Schreibkorrespondenz erledigen: Sie hatte von ihm verfasste Texte Korrektur zu lesen oder zu kopieren und war teilweise auch Mitverfasserin bei seiner Korrespondenz. Eine solche Aufgabenteilung bei fürstlichen Ehepaaren war im 19. Jahrhundert nicht ungewöhnlich, denn die Dynastie galt als eine Art „Familienunternehmen“.

### Frau des Thronfolgers (ab 1840)

#### Verstärktes Politikinteresse

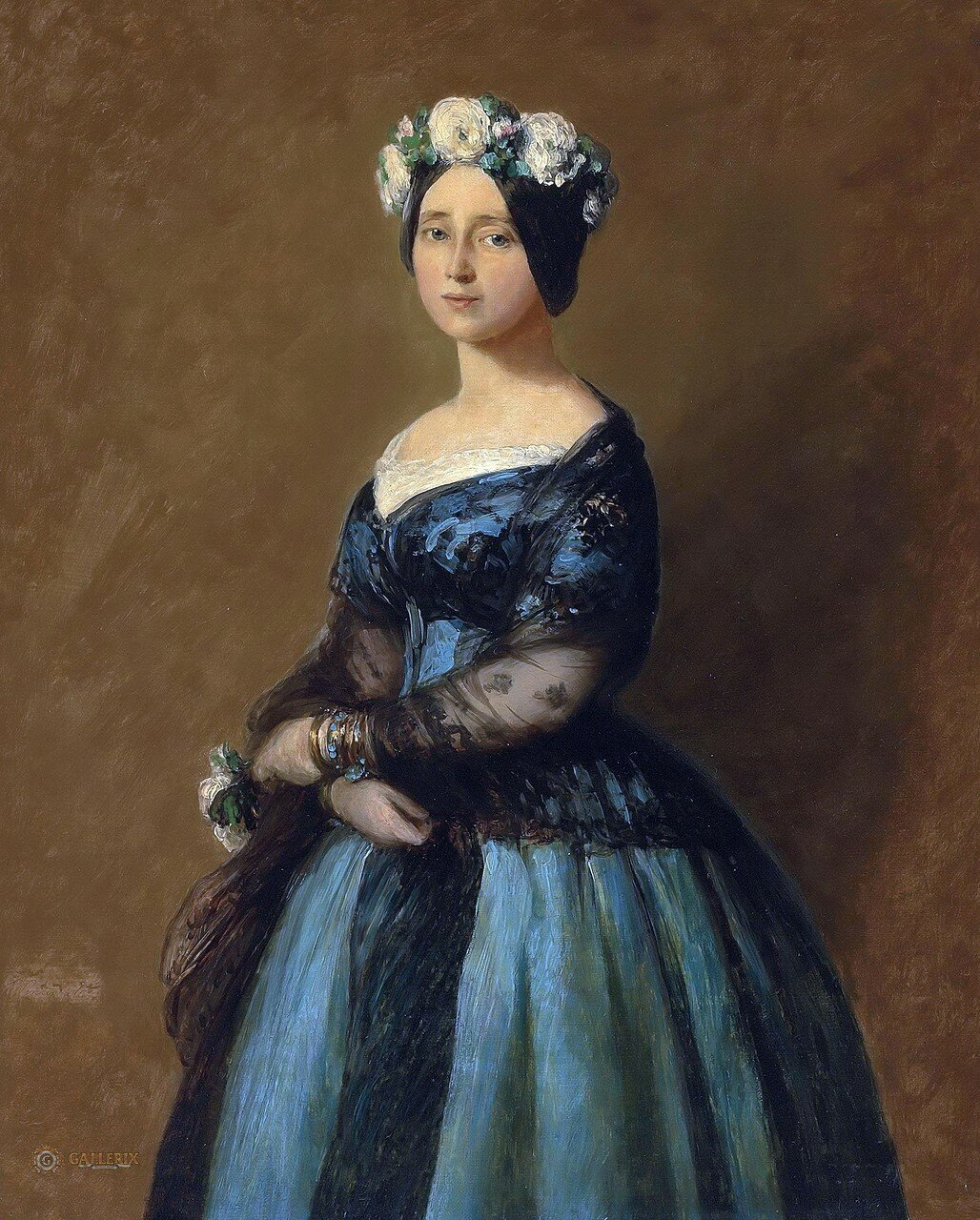
Augusta im Jahr 1846, gemalt von Franz Xaver Winterhalter, Ausstellungsort unbekannt

Durch den Tod König Friedrich Wilhelms III. 1840 rückte Wilhelm in die Stellung des Thronfolgers. Augusta sah die Politik des neuen regierenden preußischen Königs, ihres Schwagers Friedrich Wilhelm IV., kritisch. Dessen wenig reformbereiten Kurs hielt sie für einen Fehler, welcher der Monarchie die Treue der Bevölkerung koste. Augusta plädierte für ein frühzeitiges „freiwilliges Einlenken“ und die Erfüllung „allgemeine[r] Wünsche“ der Untertanen. Ihrer Meinung nach war die Existenz der monarchischen Herrschaftsform selbst gefährdet, sollte die Krone nicht auf Forderungen der politischen Öffentlichkeit eingehen. Mit dem Gemahl der britischen Königin, Albert von Sachsen-Coburg und Gotha, teilte sie dabei die Einschätzung, wonach Preußen zunächst dem britischen Vorbild folgend ein Verfassungsstaat werden und erst dann eine nationale Einheit Deutschlands durchsetzen sollte.
Nach Einschätzung der Historikerin Caroline Galm sah Augusta es insbesondere als ihre Pflicht an, ihrem Sohn Friedrich Wilhelm auch durch ein eigenes politisches Mitwirken eine Aussicht auf den Thron zu erhalten. Sie wandte sich daher verstärkt politischen Themen zu und verfasste ab 1843 mehrere Denkschriften, die sie sowohl ihrem Mann als auch preußischen Staatsmännern vorlegte. Zu ihrer Beratung nahm Augusta unter anderem Kontakt mit den Gesandten Alexander von Schleinitz und Franz von Roggenbach, einem Politiker aus dem Großherzogtum Baden, auf. Der Briefverkehr zwischen Roggenbach und Augusta ist nur teilweise erhalten, da Augusta aus Furcht vor Zensur politisch brisante Briefe vernichten oder von Vertrauten zurückbringen ließ. Am Hof wurde die Vortragsweise ihrer Meinung als allzu temperamentvoll wahrgenommen. Wilhelm bezeichnete seine Frau deshalb in Briefen scherzhaft als „Oppositions-Teufelchen“. Intern äußerte sie Zweifel an Wilhelms intellektuellen Fähigkeiten und warf ihm eine ungenügende Differenziertheit seiner Betrachtungen vor.

#### Kontakte zum britischen Königshaus und zu Fürst Pückler
Augusta pflegte nun auch Kontakte zur britischen Königin Victoria. 1845 besuchte die Monarchin Augusta und Wilhelm in Berlin. Im Jahr darauf trat das Prinzenpaar den Gegenbesuch in London an. Victoria zeigte Sympathien für Augusta und befand in einem Brief an den belgischen König:

„Sie ist zu aufgeklärt und zu liberal, um am preußischen Hof keine Feinde zu haben, aber ich glaube, dass ich in ihr einen Freund gefunden habe, der uns sehr nützlich sein kann.“

Die briefliche Korrespondenz zwischen der britischen Königin und Augusta blieb über mehrere Jahrzehnte bestehen und leitete letztlich auch die Heiratsanbahnung zwischen ihrem Sohn Friedrich Wilhelm und Victorias gleichnamiger Tochter ein. Seit den 1840er Jahren schrieb Augusta auch Briefe an Fürst Hermann von Pückler-Muskau, einen damals berühmten Schriftsteller und Weltreisenden. Ihn kannte Augusta bereits seit 1826 vom Weimarer Hof. Sie schätzte besonders die Konversation mit Pückler, welcher ihrer Meinung nach mit seiner redegewandten und intellektuellen Art aus dem preußischen Hof herausstach. Mit ihm tauschte sie sich unter anderem über den Weimarer Hof, England, Paris und ihre Gesundheit aus. 1842/1843 vertraute sie dem Fürsten die landschaftsgärtnerische Gestaltung von Park Babelsberg an. Augusta und Pückler waren sich in ihrer Vorliebe für den englischen Cottage-Stil einig und orientierten sich an englischen Musterbüchern, etwa von dem Architekten Robert Lugar. Um seine künstlerische Nähe gegenüber Augusta zu betonen, ließ Pückler im Branitzer Park eine Schmiede errichten, die dem Kleinen Schloss in Park Babelsberg ähnelt.

#### Revolution von 1848: Politische Reformappelle und Beginn der Feindschaft mit Bismarck

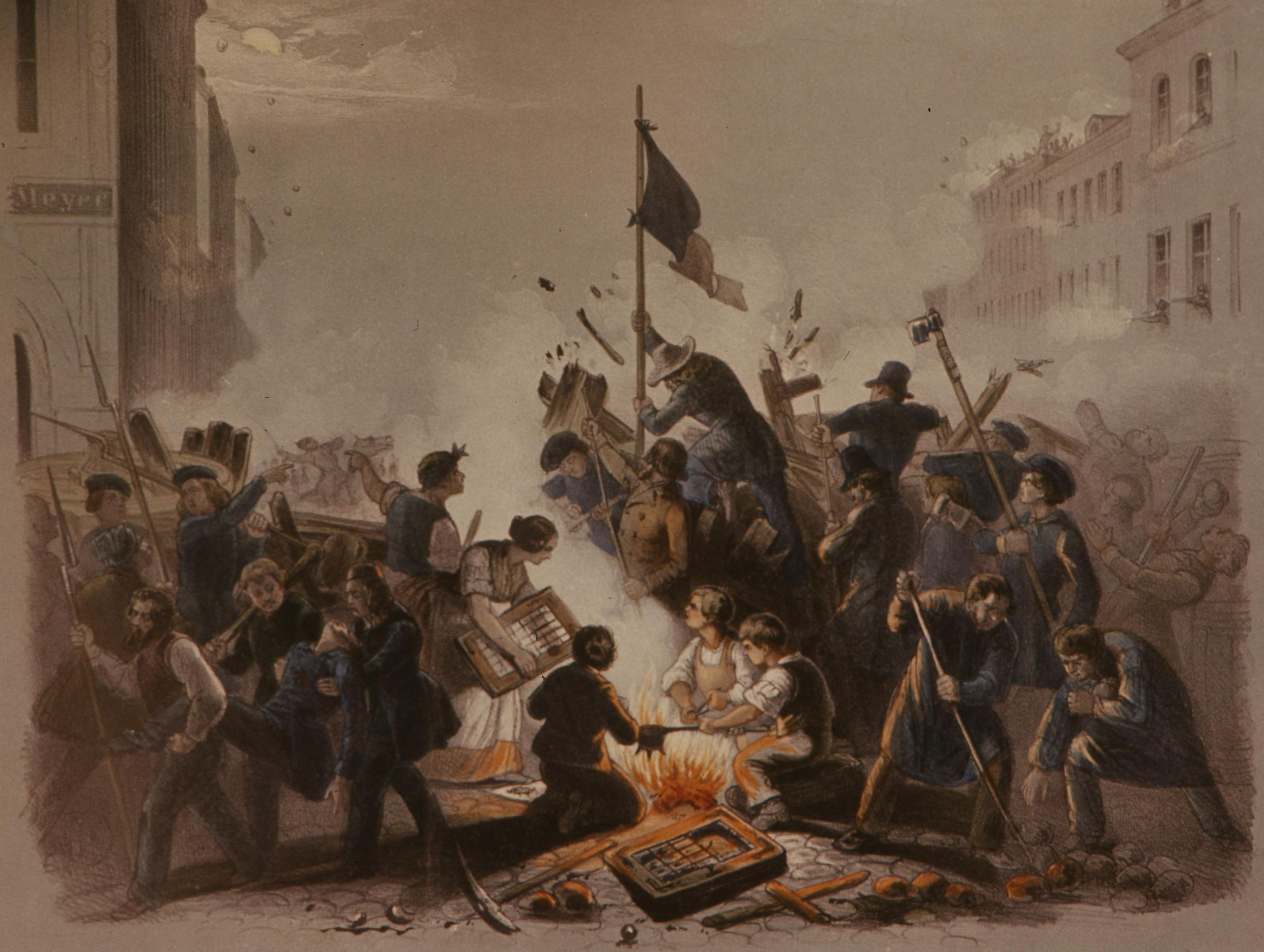
Straßenkämpfe während der Märzrevolution 1848 in Berlin, F. G. Nordmann, 1848, Historisches Museum Frankfurt

Im Zuge der Revolutionen 1848/1849 kam es auch in Berlin zu gewaltsamen Zusammenstößen des Militärs und der Zivilbevölkerung. Augustas Mann wurde als der Hauptverantwortliche für das Blutvergießen angesehen und musste nach Großbritannien ins Exil gehen. Augusta brachte sich derweil mit den beiden Kindern nach Potsdam in Sicherheit. Da sie in der Öffentlichkeit als vergleichsweise aufgeklärt galt, blieb sie dort ungefährdet. In Reaktion auf die Revolution mahnte Augusta zu schnellen Reformen. In einem Brief an Wilhelm vom 5. Juni 1848 äußerte sie: „Es gilt jetzt die Monarchie und ihre Trägerin die Dynastie zu retten, dies ist die Aufgabe für die kein Opfer groß genug seyn kann.“ Sie empfahl auch, dass Preußen in der deutschen Frage die Initiative ergreifen und unabhängig von der Politik in Wien und Sankt Petersburg eine nationale Einigung vorantreiben müsse. Erneut riet sie dazu, das preußische Volk politisch mitentscheiden zu lassen. Eine Verfassung könne dafür eine gesetzliche und klar geregelte Grundlage schaffen.
Langfristige Folgen hatte die Revolution von 1848/1849 für das Verhältnis Augustas zum späteren Reichskanzler Otto von Bismarck: Am 23. März 1848, kurz nach der Märzrevolution 1848, empfing sie ihn im Potsdamer Stadtschloss. Augustas Version zufolge soll Bismarck sich darum bemüht haben, sie für eine Konterrevolution gegen König Friedrich Wilhelm IV. zu gewinnen. Bismarck habe in Erfahrung bringen wollen, wo sich ihr Gemahl aufhalte, um von ihm einen Marschbefehl auf Berlin zu erbitten. Das hätte den von König Friedrich Wilhelm IV. angeordneten Rückzug der Soldaten hochverräterisch konterkariert. Zudem störte sie sich daran, dass Bismarck äußerte, im Auftrag ihres Schwagers Prinz Carl, des jüngeren Bruders Wilhelms, zu handeln. Carl hatte erst wenige Tage vorher dem König sowie Prinz Wilhelm nahegelegt abzudanken beziehungsweise auf die Königsnachfolge zu verzichten. Augusta hatte ihn deshalb im Verdacht, selbst den Königsthron besteigen und mit Bismarcks Hilfe putschen zu wollen. Bismarck seinerseits warf Augusta nachträglich vor, 1848 gegen Wilhelm Intrigen gesponnen zu haben: Sie habe darauf hingearbeitet, selbst die Regentschaft für ihren Sohn Friedrich Wilhelm zu übernehmen. Ihm selbst sei es nur darum gegangen, den regierenden König mit der Hilfe des Militärs vor der Revolution zu beschützen. Da sich dem Historiker und Bismarckbiographen Eberhard Kolb zufolge die Aufzeichnungen Augustas und Bismarcks über den Hergang widersprechen, lassen sich die Inhalte der Unterredung nicht mehr rekonstruieren. Sicher lasse sich nur sagen, dass Augusta seit dieser Begegnung Bismarck feindlich gesonnen war.
Der Historiker David E. Barclay schätzt ihre Rolle dahingehend ein, dass „sie im Frühjahr und im Sommer [… Wilhelms] Position als Thronfolger erfolgreich verteidigte“. Das Verhältnis Wilhelms zu seiner Frau verbesserte sich in der Folge. Nach Darstellung Barclays näherte er sich – beeinflusst durch Augustas Denkschriften und Briefe – ihr auch politisch an. Der zuvor noch absolutistisch gesinnte Prinz sei „langsam in eine gemäßigt-konservative, aber konstitutionelle Richtung“ umgeschwenkt. Diese Ansicht ist jedoch umstritten. Dem Historiker Jan Markert zufolge habe Wilhelm eigenständig im Verlauf der Revolution 1848 erkannt, dass die preußische Monarchie sich mit einer konstitutionellen Regierungsform abfinden müsse. Hans-Ulrich Wehler sieht dagegen in Augusta den Grund für die spätere Zuwendung Wilhelms zur rechtsliberalen Wochenblattpartei.
Zur selben Zeit wurde in liberalen Kreisen die Möglichkeit erwogen, einen Herrscherwechsel zu erzwingen. So wurde Augusta als mögliche Regentin für ihren unmündigen Sohn Friedrich Wilhelm ins Gespräch gebracht. Im Unterschied zu Großbritannien, Portugal und Spanien gab es in Preußen allerdings keine Tradition regierender Königinnen oder Regentinnen. Da König Friedrich Wilhelm IV. auch Reformen in Aussicht stellte, wurde der Plan rasch verworfen. Augusta beseitigte nachträglich einige ihrer Briefe aus den Revolutionsjahren.

#### Koblenzer Jahre (1850–1858)

##### Hof der Wochenblattpartei, Rheinanlagen, Karitatives

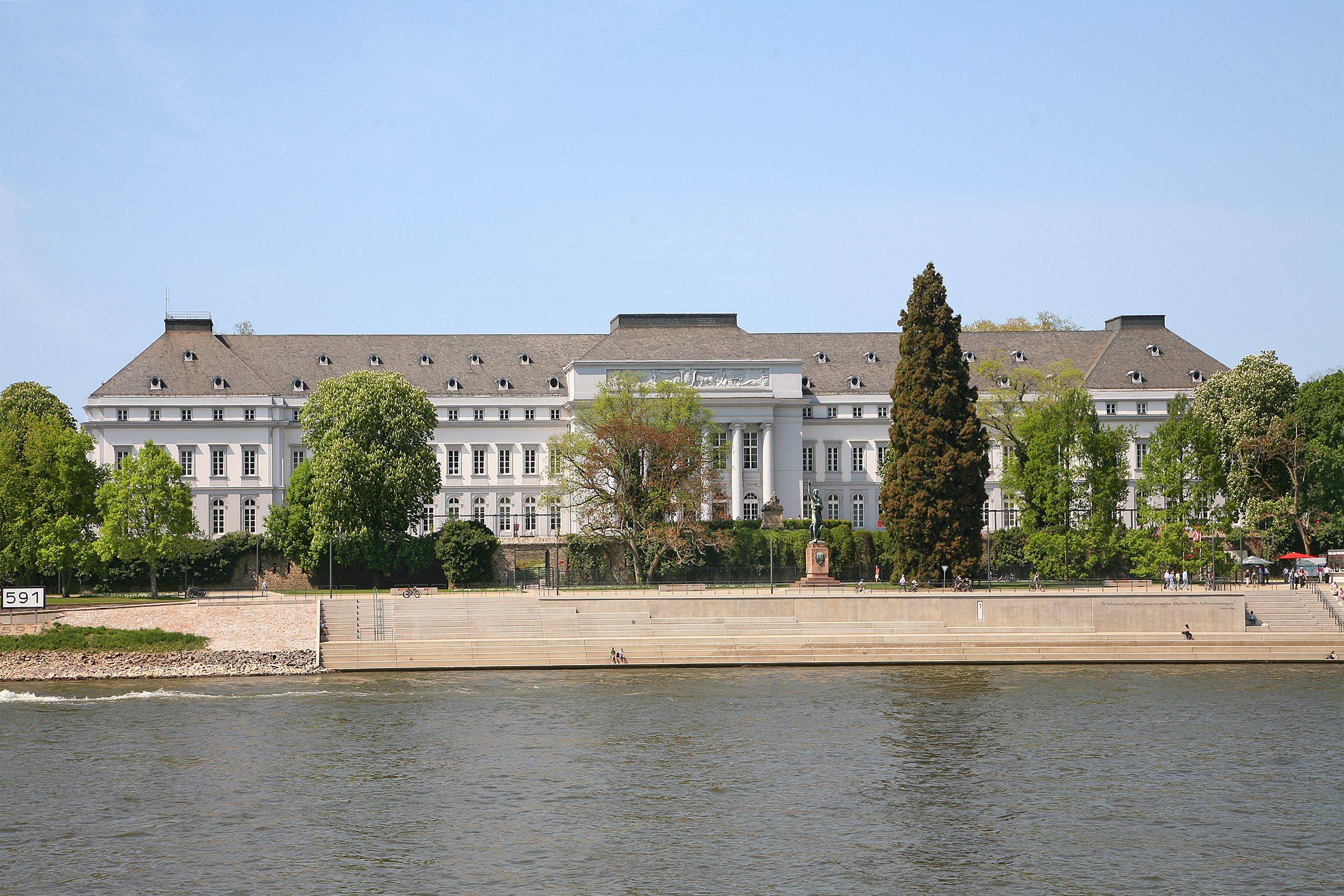
Augustas Wohnsitz in Koblenz, das ehemalige Kurfürstliche Schloss

1849 ernannte König Friedrich Wilhelm IV. Prinz Wilhelm zum Militärgouverneur am Rhein und in Westfalen. Seinen Amtssitz bezog der Prinz ab 1850 in Koblenz, der Hauptstadt der preußischen Rheinprovinz. Im dortigen Schloss hatte Augusta Gelegenheit, ein Hofleben zu gestalten, wie sie es aus ihrer Kindheit am Weimarer Hof gewohnt war. In Koblenz konnte sie sich mit einem ihr genehmen Personenkreis umgeben, Kontakte zum rheinländischen Bürgertum knüpfen und ein weniger distanziertes Verhältnis zur lokalen Bevölkerung pflegen. Dazu trug ihre Toleranz gegenüber der katholischen Konfession und karitative Förderungen bei. Barclay charakterisiert ihre Inszenierung als sowohl „fürstlich-dynastisch“ als auch „bürgernah“. Einige der Vertrauten Augustas am Koblenzer Hof, oft Angehörige der Wochenblattpartei, wurden in der sogenannten Neuen Ära unter Prinzregent Wilhelm Staatsminister. Dem regierenden Monarchen und teils auch Prinz Wilhelm missfiel Augustas vergleichsweise liberale Gästeauswahl. Wilhelm hatte nicht immer darauf Einfluss, da er sich häufig nicht im Koblenzer Schloss aufhielt.
In Koblenz ließ Augusta ab 1856 am linken Ufer des Rheins einen Park mit Promenade anlegen, die sogenannten Rheinanlagen. Einen repräsentativen Uferabschnitt hatte es bis dahin nur direkt am Schloss und an der Rheinlache gegeben. Zusätzlich ließ sie die Rheinanlagen durch Pavillons und neu gepflanzte Bäume aufwerten. Augusta förderte nun erstmals im größeren Umfang Organisationen, die im Bereich der Krankenpflege oder Armenversorgung wirkten. Hierzu zählten unter anderem die katholische Ordensgemeinschaft der Barmherzigen Brüder in Weitersburg oder die Kaiserswerther Diakonie. Sie wurde 1850 Schirmherrin des Evangelischen Frauenvereins, zwei Jahre später auch des Katholischen Frauenvereins.

##### Verheiratung der Kinder

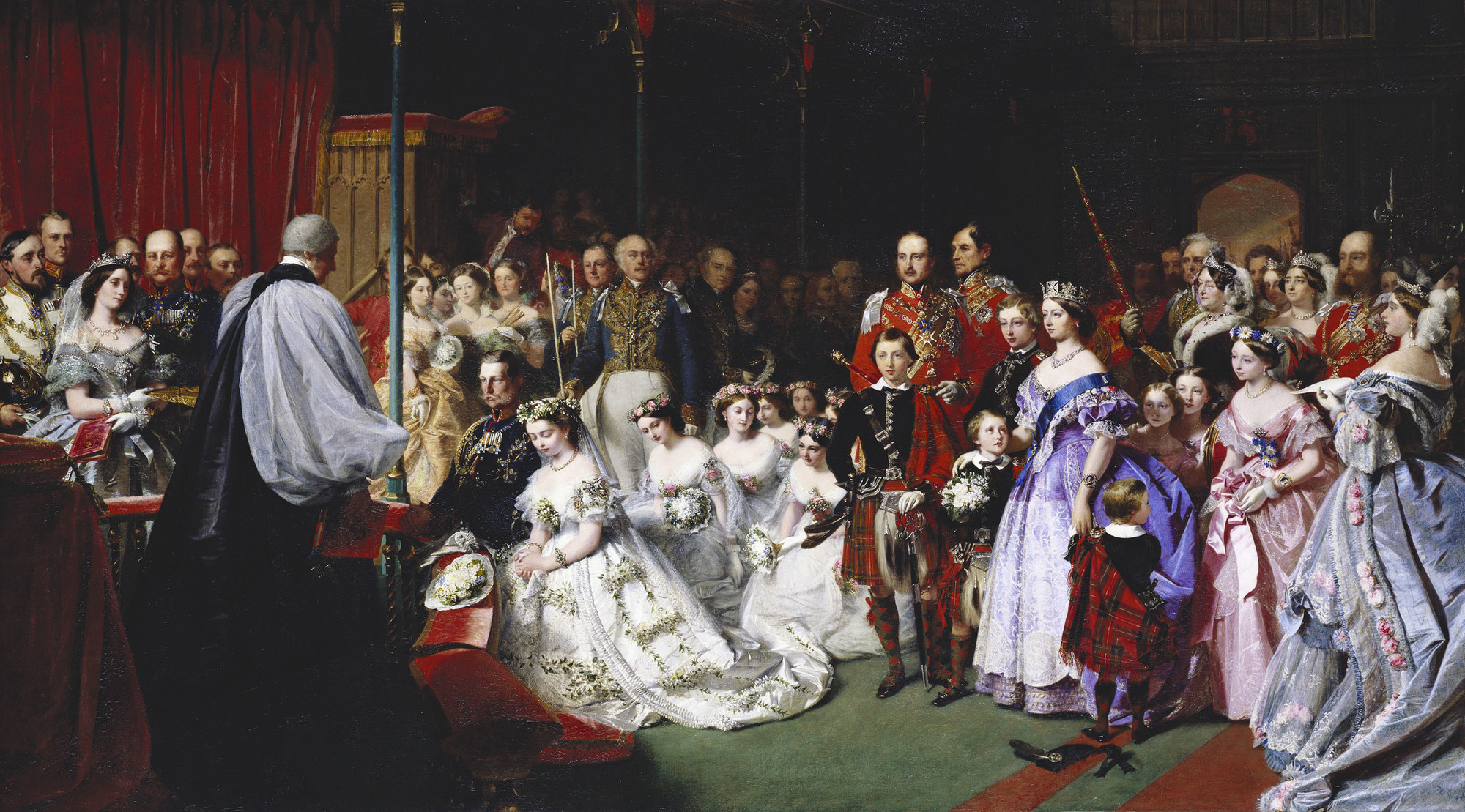
Die Hochzeit von Augustas Sohn Friedrich Wilhelm im Londoner St James’s Palace, Augusta ist die dritte Person von links, Maler John Philip, um 1860, Royal Collection

Augusta bahnte die Heirat ihrer Tochter Luise mit dem als liberal geltenden neuen Großherzog von Baden, Friedrich I. an, die 1856 stattfand. Zwei Jahre später begrüßte sie die Heirat ihres Sohnes Friedrich Wilhelm mit Victoria, der ältesten Tochter der englischen Königin. Augusta selbst hatte die Vermählung befördert und darin ein Mittel gesehen, Preußen bündnispolitisch vom ihrer Auffassung nach autokratisch regierten Russland wegzuführen. Stattdessen sollte es sich Großbritannien und Frankreich annähern.
Ihre Vorbehalte gegen Russland führt die Historikerin Hannah Pakula auch darauf zurück, dass Augusta die „Russen“ für ein Attentat auf ihren Großvater Paul I. im Jahr 1801 verantwortlich gemacht habe. Mit Frankreich habe sie dagegen zeitlebens sympathisiert, da sie in ihrer Erziehung besonders mit dessen Kultur vertraut gemacht worden sei. Trotz der Sympathien für das britische Königshaus blieb Augustas Verhältnis zu ihrer Schwiegertochter Victoria recht kühl. Victoria selbst klagte über eine temperamentvolle Launenhaftigkeit Augustas. Beide Frauen teilten zwar eine politisch ähnliche Haltung, stritten aber über die richtige Erziehung der Kinder Friedrich Wilhelms. Während Augusta Wert auf eine traditionelle höfische Repräsentation legte, führte Victoria ein eher bürgerlich orientiertes Familienleben. Zu Augustas Missfallen agierte Victoria zudem öffentlich und setzte sich beispielsweise für universitäre Frauenbildung ein. Sie stand damit der Frauenbewegung ihrer Zeit nahe. Nach Einschätzung von Monika Wienfort blieb Augustas karitative Förderung stets im Bereich „traditioneller monarchischer Wohltätigkeit“. Augustas Engagement habe dazu dienen sollen, das soziale Ansehen ihres Standes zu erhöhen. Eine Erringung emanzipatorischer Gleichstellung mit den Männern war von ihr, wie bei vielen Frauen aus Aristokratie und Bürgertum Ende des 19. Jahrhunderts, nicht beabsichtigt.

### Frau des Prinzregenten (1858–1861): politische Einflussnahme und Scheitern
Weil Friedrich Wilhelm IV. nach mehreren Schlaganfällen endgültig nicht mehr als regierungsfähig galt, wurde sein Bruder 1858 als Prinzregent eingesetzt. Im Herbst dieses Jahres kehrte Augusta daraufhin mit ihm nach Berlin zurück, blieb Koblenz aber lebenslang durch häufige Reisen verbunden. Wilhelm ernannte Minister, die für eine liberalere Politik standen und von denen viele am Koblenzer Hof verkehrt hatten. Alexander von Schleinitz, ein Vertrauter Augustas, erhielt das Außenministerium. Augusta war mit Schleinitz bereits seit der Revolutionszeit 1848 eng befreundet. Bismarck spekulierte demzufolge, dass sein Rivale „seine Karriere nur Unterröcken zu verdanken“ habe. Der Historiker Bastian Peiffer sieht darin jedoch eine Unterstellung und bestreitet, dass Augusta die eigentliche Begründerin der neuen Regierung gewesen sei. Birgit Aschmann sieht in zeitgenössischen Bezeichnungen wie „Augusta-Ministerium“ konservative Versuche, den neuen politischen Kurs abzuwerten. Augusta sympathisierte demnach mit dem neu gebildeten Ministerium. Einige der Minister seien wie sie davon überzeugt gewesen, dass eine Anlehnung an Großbritannien auch innenpolitisch vorteilhaft sei. Nach Ansicht des amerikanischen Historikers Otto Pflanze sah sie die Regierung der sogenannten Neuen Ära als „ihr Ministerium“ an; deren Entlassung sei für Augusta daher eine bleibende Kränkung gewesen, weswegen sie gegen den späteren preußischen Ministerpräsidenten Otto von Bismarck opponiert habe, ganz gleich, ob er in der Politik einen liberalen oder konservativen Kurs einschlug.
Die vergleichsweise liberale Phase hielt nur etwa drei Jahre an. Das hatte mehrere Gründe. Zum einen starb 1861 mit dem britischen Prinzgemahl Albert von Sachsen-Coburg und Gotha der wichtigste Betreiber der preußisch-britischen Verbindung. Gleichzeitig nahmen die Konflikte zwischen Augusta und ihrer Schwiegertochter Victoria zu. Augusta verübelte ihr ihren Einfluss auf Friedrich Wilhelm. Zum anderen geriet Wilhelm im Zuge einer Reform der preußischen Armee in einen Grundsatzkonflikt mit dem preußischen Abgeordnetenhaus. Angesichts eines preußischen Verfassungskonfliktes dachte er über konservativere Besetzungen in seiner Regierung nach.

### Preußische Königin (ab 1861)

#### Krönung und Gegnerschaft zu Bismarck

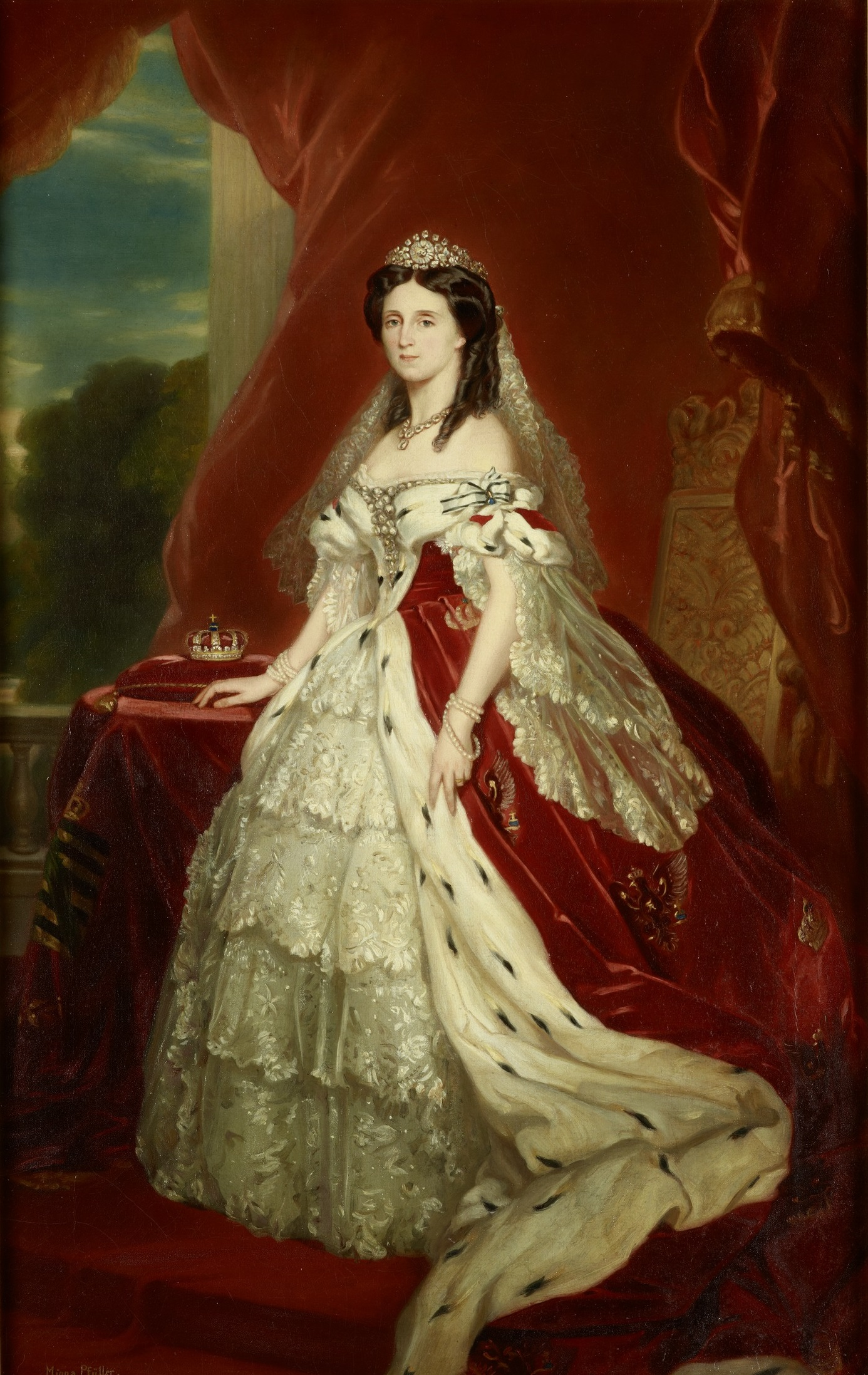
Augusta im Krönungsmantel, dargestellt von der Porträtmalerin Minna Pfüller nach dem Vorbild eines Gemäldes von Franz Xaver Winterhalter, um 1864 entstanden, Stiftung Preußische Schlösser und Gärten Berlin-Brandenburg

Mitten in dieser Staatskrise starb 1861 Friedrich Wilhelm IV. Augusta wurde dadurch Königin von Preußen. Ihre Krönungszeremonie fand am 18. Oktober desselben Jahres in der Königsberger Schlosskapelle statt. Nachdem Wilhelm sich selbst die Königskrone aufgesetzt hatte, krönte er anschließend seine Frau. Augusta war in der preußischen Geschichte die zweite gekrönte Königin. Vor ihr wurde nur Sophie Charlotte im Jahr 1701 eine solche Herrscherweihe in Königsberg zuteil. Während des sich zuspitzendes Konfliktes zwischen ihrem Gemahl und dem Abgeordnetenhaus versuchte Augusta Wilhelm eine Ernennung Otto von Bismarcks zum Ministerpräsidenten auszureden. Sie glaubte nicht, dass er integrierend und versöhnend wirken würde, und erwartete von ihm eine weitere Eskalation der innenpolitischen Auseinandersetzung. Bismarck sei, wie sie 1864 befand, ein „grundsatzlose[r] und leichtsinnige[r] Mensch[...], bei dem manchmal Zweifel über die Zurechnungsfähigkeit seiner Worte und Thaten gehegt“ werden müssten. Augusta empfand bereits Bismarcks Auftreten als Gesandter am Frankfurter Bundestag als diplomatisch untragbar. Er habe mit seinen unverhüllten Großmachtambitionen stets Misstrauen gegenüber Preußen bei den freundlich gesonnenen Regierungen im Deutschen Bund geweckt. Noch Ostern 1862 warnte die Königin ihren Mann mit einer achtzehn Seiten umfassenden Denkschrift vor Bismarck als möglichem Ministerpräsidenten. Wilhelm setzte sich im September 1862 über ihren Rat hinweg. Seine Entscheidung kommentierte der Kronprinz Friedrich Wilhelm mit den Worten: „Arme Mama, wie bitter wird gerade dieses ihres Todfeindes Ernennung sie schmerzen.“

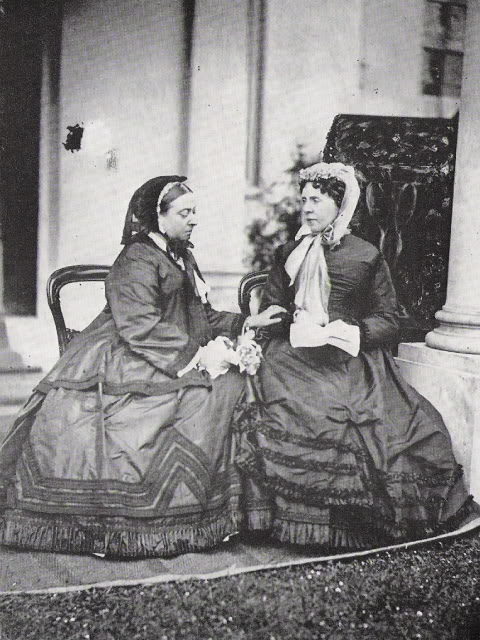
Königin Victoria mit Augusta im Garten von Frogmore House, um 1867

Bismarck wiederum verachtete Augusta wegen ihres Einflusses auf Wilhelm. Er sah in ihrem Agieren eine Grenzverletzung weiblicher Handlungsräume. Aus seiner Perspektive musste eine weibliche Beeinflussung des vermeintlich schwachen Herrschers vermieden werden. Neben Augusta sah er in der Kronprinzessin Victoria eine Gefahr. Während Bismarck Augusta noch ein Pflichtbewusstsein und vornehmes Verhalten attestierte, sprach er Victoria solche Eigenschaften gänzlich ab. Aus der Perspektive Bismarcks und seiner Verbündeten gehörte Augusta einem gegnerischen politischen Lager am Hof an. Die Bismarckpartei polemisierte daher auch publizistisch gegen Augusta als prominenteste Vertreterin der sogenannten Englandfraktion. Auf diese Weise sollte vor allem ihre Kritik am reaktionären und außenpolitischen Regierungskurs diskreditiert werden. Trotz Bismarcks Berufung bemühte sich Augusta weiterhin, ihren Mann zu beraten. Zu diesem Zweck intensivierte sie ihren Kontakt zu Franz von Roggenbach und besuchte den ehemaligen badischen Außenminister häufig in Baden-Baden, wo sie zur Kur weilte. Roggenbach war wie Augusta ein Kritiker der bismarckschen Politik. So formulierte sie in Absprache mit Roggenbach politische Denkschriften an Wilhelm I. Bismarck machte Augusta dafür verantwortlich, wenn der König nicht seinem Rat folgte. Sie habe in solchen Fällen bei vorhergehenden Frühstücken mit dem König gegen ihn intrigiert. In Augustas Umfeld würden sich, wie Bismarck meinte, seine politischen Gegner formieren, darunter auch Kronprinzessin Victoria und die gesamte ihm feindlich gesonnene Hoffraktion. In späteren Jahren warf Bismarck der Königin vor, mit ihren Intrigen seine Amtstüchtigkeit und Gesundheit zu ruinieren.

#### Distanzierte Haltung zum Militarismus und Deutschen Krieg
Augusta befürwortete zwar eine nationale Einigung Deutschlands unter preußischer Vorherrschaft. Die Königin wollte eine Einheit jedoch mit friedlichen Mitteln erreicht sehen und verurteilte die drei deutschen Einigungskriege 1864, 1866 und 1870/1871. Karin Feuerstein-Praßer charakterisiert Augusta deswegen als Pazifistin. Birgit Aschmann relativiert diese Wertung mit Hinweis auf das ihr unterstellte Königin Augusta Garde-Grenadier-Regiment Nr. 4, das die Monarchin besonders förderte. Gleichwohl hebt Aschmann hervor, dass Augusta sich im Unterschied zu den meisten liberalen Akteuren auch während der militärischen Siege nicht patriotisch begeistert zeigte. Sie behielt ihre kritische Haltung gegenüber Bismarcks Außenpolitik bei. Gerade im Vorfeld des Deutschen Krieges 1866 versuchte sie mit ihrer Korrespondenz an die verschiedenen Höfe diplomatisch zu vermitteln und die militärische Eskalation noch abzuwenden. Augusta fürchtete insbesondere einen unvorteilhaften Kriegsverlauf gegen Österreich. Sie argumentierte, dass Preußen sich bei einer militärischen Konfrontation vom Wohlwollen Napoleons III. abhängig mache. Die Königin wandte sich mit der Bitte um Vermittlung auch an die britische Königin. Ab Mai 1866 gab sie aber ihre diplomatischen Appelle auf. Im Vorfeld des Krieges von 1866 versuchte Augusta Wilhelm erneut von einer Entlassung Bismarcks zu überzeugen. Zu einem solchen Schritt rieten dem preußischen Monarchen ebenfalls Victoria, Friedrich Wilhelm und der badische Großherzog Friedrich I. Wilhelm hielt jedoch an seinem Ministerpräsidenten fest.

#### Karitative Betätigung

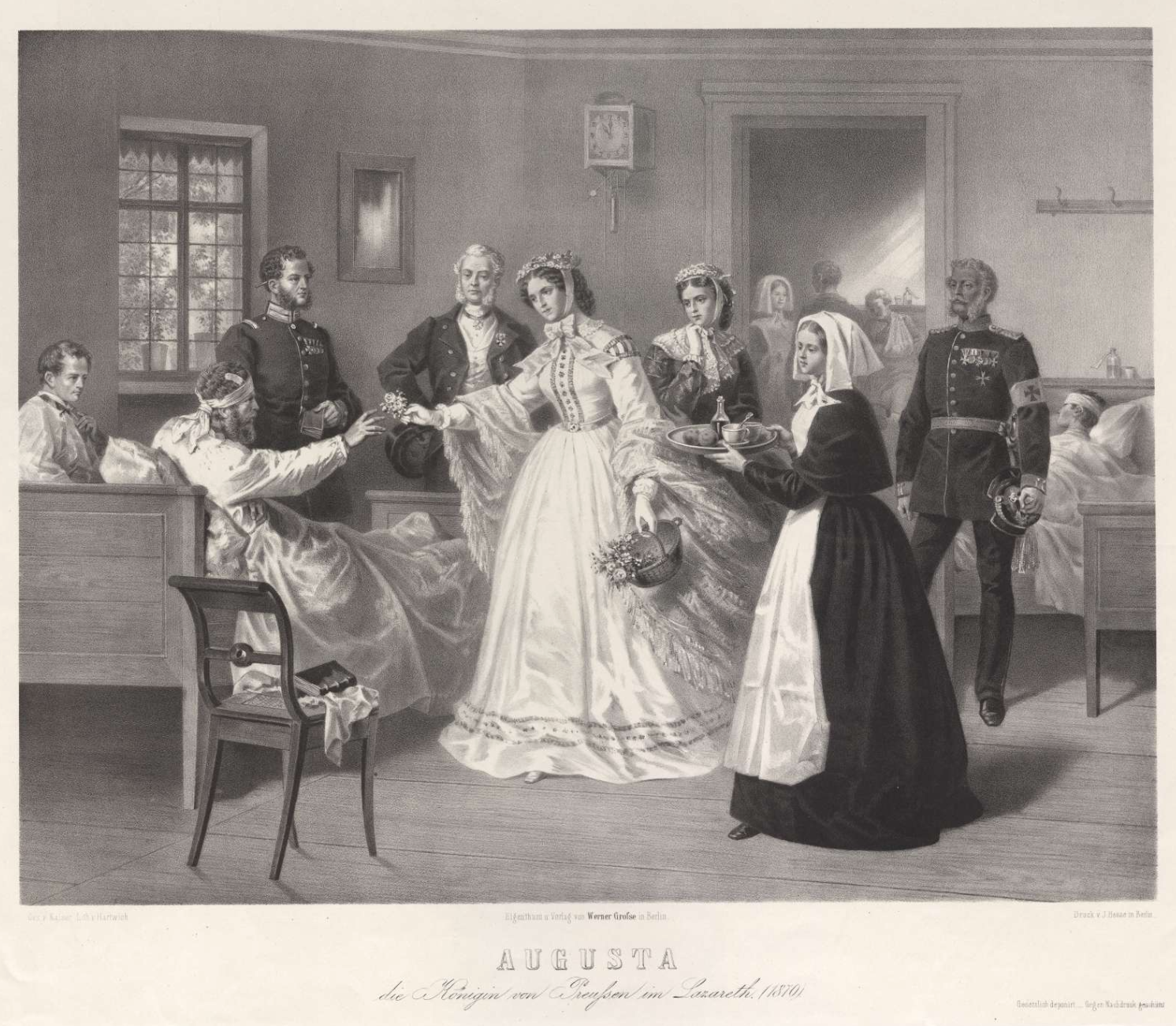
Idealisierende Darstellung eines Besuches der Königin Augusta in einem Lazarett, Einblattdruck mit dem Titel „Augusta, die Königin von Preussen im Lazareth, 1870“, laut Signatur von einem Zeichner mit dem Nachnamen Kaiser, Sammlung der Staatsbibliothek zu Berlin

Die karitative Fürsorge galt im 19. Jahrhundert als ein traditioneller Wirkungsbereich für Fürstinnen. Als Reaktion auf die deutschen Einigungskriege engagierte sich Augusta vor allem in der Soldatenfürsorge. Zur Verbesserung der Verwundetenpflege in den Lazaretten besuchte die Königin die berühmte britische Krankenschwester Florence Nightingale und empfing Henry Dunant, der 1863/64 das Rote Kreuz ins Leben gerufen hatte. Auf ihr Betreiben hin fand die erste internationale Tagung des Roten Kreuzes 1869 in Berlin statt. Viele Bilder zeigen sie mit dem Abzeichen der Organisation. Mehrere Krankenhausgründungen gehen auf ihre Initiative zurück; dazu zählt das noch heute existierende Langenbeck-Virchow-Haus, das Sitz der Deutschen Gesellschaft für Chirurgie ist. Nach dem Tod des Chirurgen Bernhard von Langenbeck setzte sich Augusta bei der Regierung und mit eigenen finanziellen Zuschüssen dafür ein, dieser Gesellschaft einen eigenen Wirkungsort einzurichten.
Außerdem beteiligte sich Augusta an der Organisation des 1865 neu gestifteten Luisenordens. Die Auszeichnung wurde vor allem an Frauen verliehen, die sich bei der Verwundetenfürsorge oder Spendenaktionen für die betroffenen Soldaten hervorgetan hatten. Augusta konnte durchsetzen, dass auch katholische Frauen geehrt wurden. Sie selbst schlug dem König viele der Auszuzeichnenden vor. 1866 gründete sie den Vaterländischen Frauenverein, der sich um verwundete und erkrankte Soldaten kümmerte. 1868 nutzte Augusta den Verein, um in Berlin einen Markt zu organisieren. Der Erlös von 70.000 Talern ging anschließend an Hochwasserbetroffene in Ostpreußen. Augusta selbst spendete 6.000 Taler an Geistliche in der Unglücksregion.

#### Verhalten im Deutsch-Französischen Krieg
Angesichts sich verschärfender diplomatischer Spannungen zwischen Preußen und Frankreich empfahl die Königin ihrem Mann 1868 versöhnliche Töne anzuschlagen. Er solle in einer Rede „bezeugen, daß Preußen sich der Aufgabe bewußt [sei], den Frieden aufrecht zu erhalten!“. Sie empfahl ihm 1870, die Frankreich provozierende spanische Thronkandidatur des Hohenzollernprinzen Leopold nicht zu unterstützen, und bezeichnete die Unternehmung als „abenteuerliches Projekt“. Bismarck konnte sich in dem Punkt jedoch bei Wilhelm durchsetzen, sodass Leopold die Kandidatur annahm. Die französischen Reaktionen hierauf nutzte Bismarck, um Frankreich zu einer Kriegserklärung an Preußen zu provozieren. Wie vor dem Krieg gegen Österreich 1866 fürchtete Augusta erneut eine preußische Niederlage. Wilhelm war zunächst einer ähnlichen Meinung, wollte jedoch im Juli 1870 der französischen Regierung keine Zusage geben, niemals der spanischen Thronkandidatur eines Hohenzollern zuzustimmen. Augusta äußerte für diese Position Verständnis. Auch sie stufte die Pariser Forderung als ehrverletzende Herausforderung ein, plädierte aber dafür, notfalls auch einen diplomatischen Sieg Frankreichs hinzunehmen.
Bei Ausbruch des Deutsch-Französischen Krieges weilte Augusta noch in Koblenz. Sie kehrte als letztes Mitglied der königlichen Familie in die Hauptstadt zurück, was Wilhelm verärgerte. Nachdem der Monarch in sein Hauptquartier in Richtung Frankreich abgereist war, übernahm Augusta in Berlin viele seiner repräsentativen Aufgaben. Sie empfing Staatsminister und nahm die Berichte des Generalgouverneurs Bonin entgegen. Auch im militärischen Bereich erfüllte sie Aufgaben, etwa bei der Verabschiedung von Truppen oder bei Besuchen von Offizieren, die einen familiären Verlust im Krieg zu beklagen hatten. Außerdem erschien sie in Lazaretten und nahm an Sitzungen mehrerer Vereine zur Verwundetenpflege teil. In Anwesenheit der Königin wurden vom Balkon des Alten Palais mehrfach Depeschen zu gewonnenen Schlachten verlesen. Die Königin zeigte sich dabei nach Meinung von Aschmann emotional betont zurückhaltend. Sie habe lediglich mit einem Tuch vom Balkon gewinkt und so eine gewisse Distanzierung zum Krieg zeigen wollen.

### Deutsche Kaiserin (1871–1888)

#### Abwesenheit bei der Reichsgründung

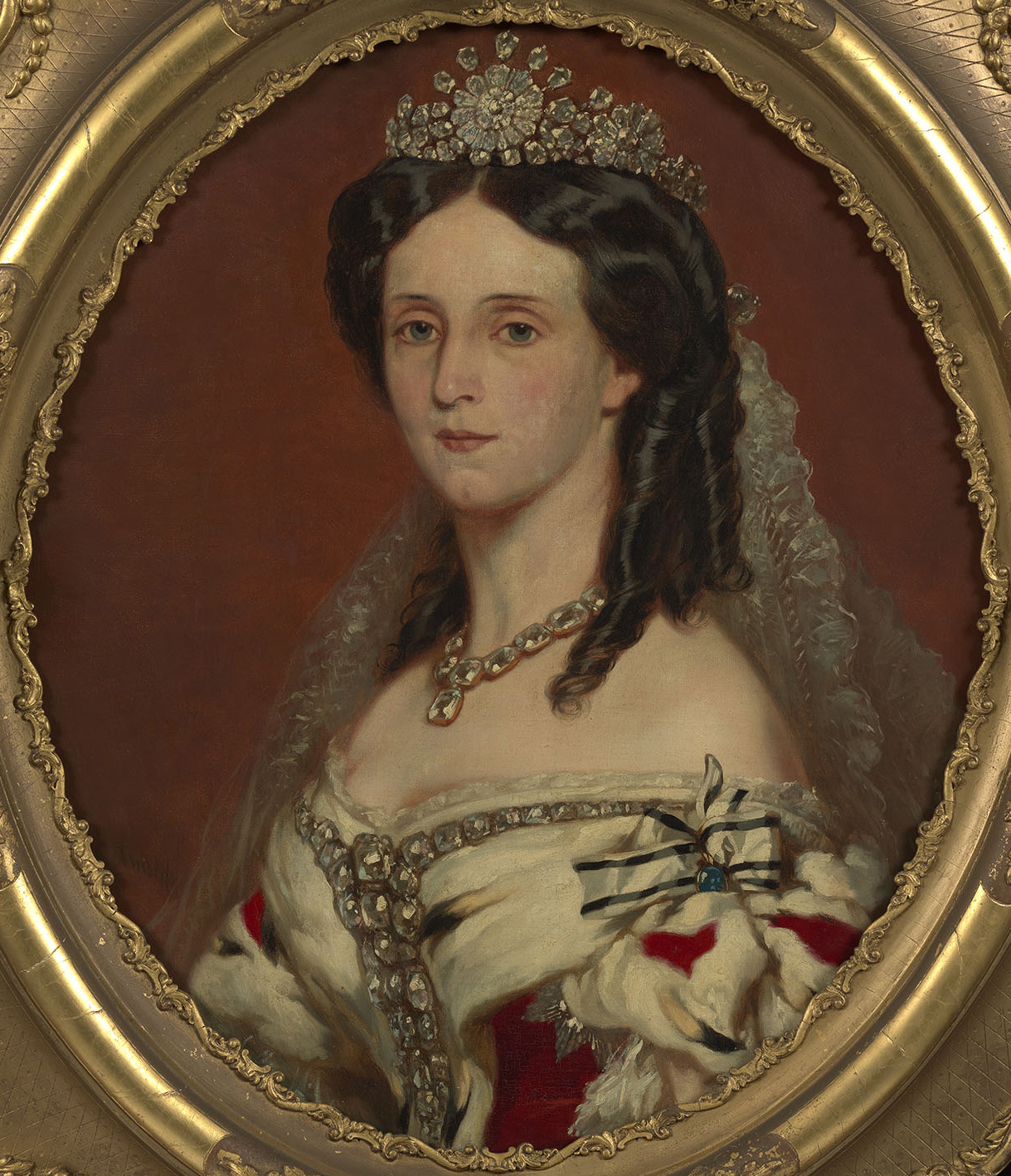
Porträt der Kaiserin Augusta von Carl Johann Arnold, 1875, Öl auf Leinwand, Royal Collection

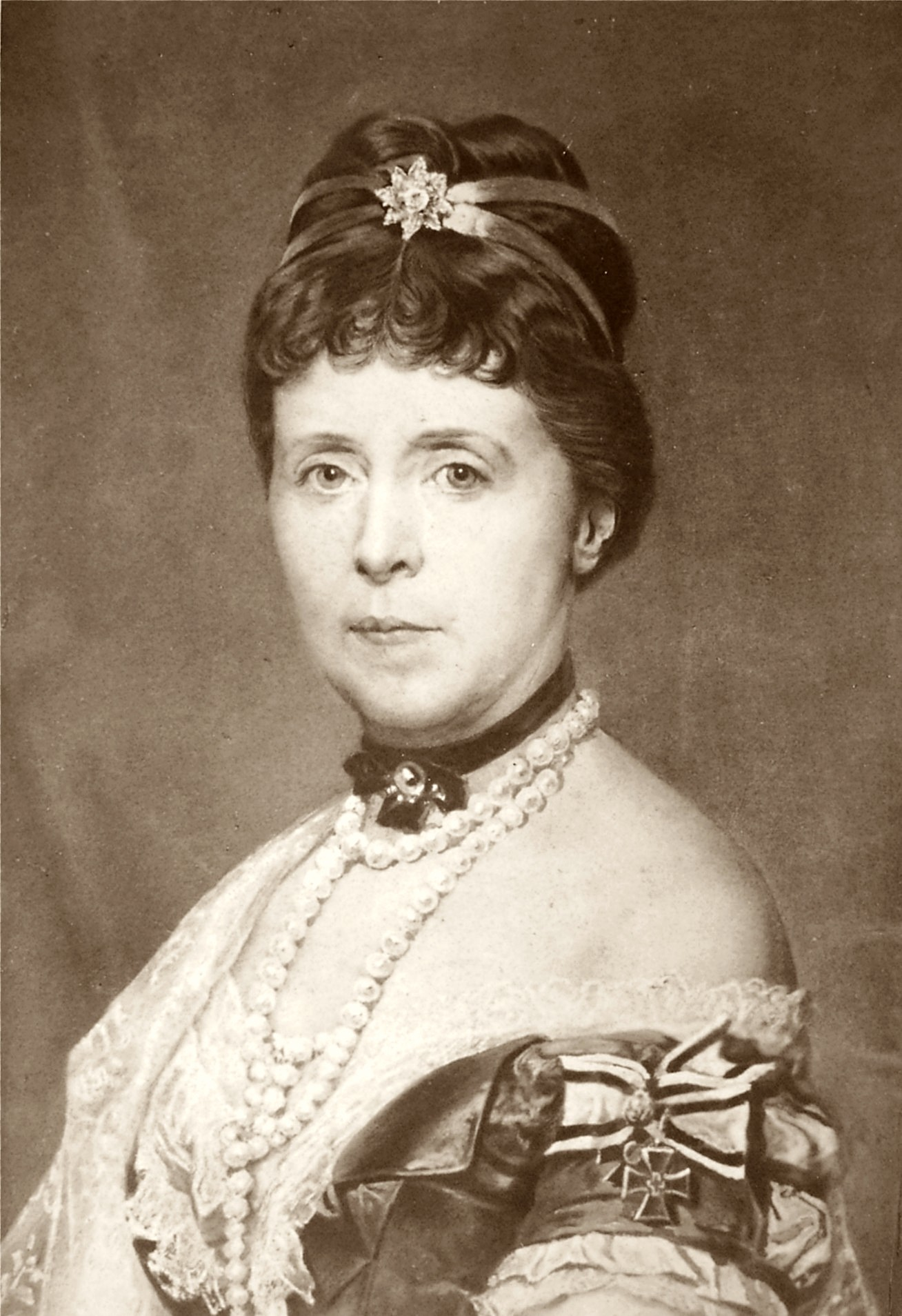
Fotografie der Kaiserin aus den 1880er Jahren

In die Vorbereitungen zur Gründung des Deutschen Reiches war Augusta kaum involviert. Während Wilhelm sich im Schloss Versailles bei Paris aufhielt, dem Hauptquartier des Generalstabes, blieb sie in Berlin und stand mit ihrem Mann in engem Briefkontakt. In ihrer Korrespondenz bemühte sie sich darum, Wilhelm politisch zu beeinflussen. So schlug sie beispielsweise vor, mit der Kaiserproklamation zu warten, bis der bayerische Landtag einem Beitritt zum deutschen Nationalstaat zugestimmt habe. Wilhelm setzte sich diesbezüglich jedoch über ihre Empfehlung hinweg. Da die Briefe von Berlin nach Versailles meist drei bis vier Tage benötigten, war sie kaum über tagespolitische Fragen informiert. Auf die raschere Kommunikationsmöglichkeit per Telegrafie wollte Wilhelm ihr gegenüber nicht zurückgreifen. Den Titel einer deutschen Kaiserin wollte sie selbst nicht führen. Augusta teilte noch im Dezember 1870 dem Großherzog von Sachsen-Weimar-Eisenach mit, dass es ausreichend sei, wenn nur Wilhelm den kaiserlichen Rang einnehme. Auf Augustas Haltung wurde in dieser Frage jedoch keine Rücksicht genommen. Nach der Kaiserproklamation Wilhelms am 18. Januar 1871 erhielt sie – beispielsweise vom preußischen Landtag – Schreiben, die ihr zu der neuen Würde gratulierten. Der Titel einer „deutschen Kaiserin“ wurde allerdings nie in der Verfassung des Deutschen Reiches rechtlich fixiert.

#### Kritik am Kulturkampf
Eine besondere Rolle nach 1871 spielte das politische Verhältnis der Kaiserin zum Katholizismus: Die wie der Kaiser dem protestantischen Glauben angehörende Augusta sah seit den 1850er Jahren im Ultramontanismus, einer papsttreuen politischen Strömung, eine Beeinträchtigung für die Treue der katholischen Bevölkerung. Der Historikerin Caroline Galm zufolge bemühte sich Augusta daher darum, „Integrationsdefizite zu beheben und die Katholikinnen und Katholiken mit dem protestantischen Herrscherhaus zu versöhnen“. Um beispielsweise Sympathien im überwiegend katholischen Süddeutschland zu gewinnen, empfahl Augusta im Oktober 1870 ihrem Mann sich diplomatisch für die Rechte des Papstes einzusetzen. Hintergrund hierfür war die Besetzung des bis dahin unabhängigen Kirchenstaates durch Truppen des Königreichs Italien. Die antikatholische Politik Bismarcks im Kulturkampf hielt die Kaiserin für die falsche Vorgehensweise. Auch sie lehnte zwar den Inhalt des Ersten Vatikanischen Konzils von 1869 ab, meinte aber, dass mit gemäßigten Kräften der Katholiken doch eine Versöhnung erreicht werden könne. Sie ließ Wilhelm dazu 1872 eine eigens verfasste Denkschrift „über die kirchlich-politische Lage“ zukommen. In dem Dokument forderte sie ihn auf, gegenüber der katholischen Kirche „beruhigend einzuwirken, das verlorene Vertrauen herzustellen und die Schroffheit der Gegensätze möglichst zu mildern“. Augusta wandte sich zu Gunsten der katholischen Bevölkerung mehrfach an Behörden und Kaiser. 1872 setzte sie sich beispielsweise dafür ein, dass Philipp Krementz als Bischof von Ermland im Amt bleiben konnte. Die Kulturwissenschaftlerin Andrea Micke-Serin führt eine Abmilderung des Klostergesetzes von 1875 auf Augustas Einfluss zurück. Das Gesetz sah zwar weiterhin die Schließung katholischer Klosterorden in Preußen vor, nahm davon aber reine Krankenpflegeorden aus.

#### Höhepunkt des Konflikts mit Bismarck

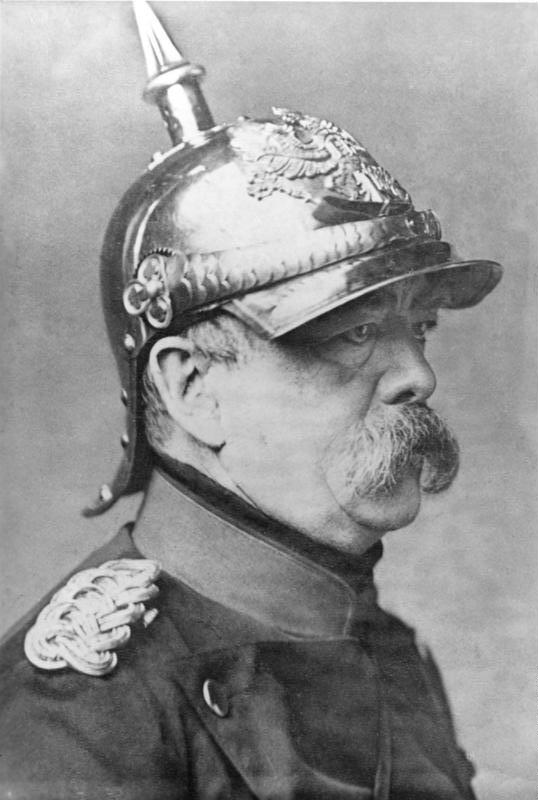
Der deutsche Reichskanzler Otto von Bismarck mit Pickelhaube, Fotografie von 1871, Bundesarchiv

1877 bat Bismarck den Kaiser vorgeblich wegen der andauernden Konflikte mit Augusta und ihrem Umfeld um seine Entlassung. Nachdem Wilhelm ihm daraufhin einen mehrwöchigen Urlaub gewährt hatte, forcierte Bismarck mehrere Presseartikel, in denen er vor allem die Kaiserin für seine Rücktrittspläne verantwortlich machte. Der Reichskanzler konkurrierte, wie der Bismarck-Biograph Christoph Nonn bilanziert, am Hof mit mehreren Akteuren um Einfluss auf den Monarchen. Der Königin und Kaiserin käme hierbei eine besondere Rolle zu. Bismarck habe, wie er selbst klagte, gegen ihren Einfluss auf den Monarchen ständig anarbeiten müssen. Der amerikanische Historiker Jonathan Steinberg erklärt Bismarcks Feindschaft mit einem psychologischen Kindheitstrauma. Unter einer dominanten und kaltherzigen Mutter habe er eine ausgeprägte Frauenverachtung entwickelt und sich von Frauen, die ihre schwachen Ehemänner beherrschen, bedroht gefühlt. Die gegenüber Wilhelm selbstbewusst auftretende Augusta passte demnach in Bismarcks Feindbild. Gleichzeitig sieht Steinberg die Kaiserin als begünstigenden Faktor für Bismarcks politische Stellung im Kaiserreich. Die Auseinandersetzung mit Augusta habe den Kaiser nachgiebiger werden lassen und seine Bereitschaft begünstigt, den politischen Forderungen seines Reichskanzlers nachzugeben.

#### Annäherung an den Reichskanzler
Da die katholische Zentrumspartei in den Reichstagswahlen von 1878 an Stimmen gewann, sah sich Bismarck gezwungen, den Kulturkampf zu beenden. Augusta empfand dies als einen persönlichen Erfolg gegen Bismarck. Kurz danach begann die Kaiserin sich Bismarck anzunähern. Grund hierfür war zum einen ihr Respekt vor seiner außenpolitischen Leistung auf dem Berliner Kongress. Augusta bezeichnete den Reichskanzler nun als „genialen Staatsmann“. In Bismarcks Sinne bestärkte sie Wilhelm darin, ohne Russland einen Zweibund mit Österreich einzugehen. Zum anderen hielt sie mittlerweile Bismarck für den geeigneten Mann, ihren Enkel, den späteren deutschen Kaiser Wilhelm II., auf seine Regierungstätigkeit vorzubereiten. Der Augusta-Biografin Karin Feuerstein-Praßer zufolge habe Augustas Annäherung an Bismarck weniger mit dessen Politik als mit innerfamiliären Spannungen zu tun. Wie der Reichskanzler hielt sie ihren Sohn Friedrich Wilhelm als künftigen Herrscher für weniger geeignet als Prinz Wilhelm. Dem Kronprinzen sprach sie die für das kaiserliche Amt benötigten geistigen Fähigkeiten und politische Entschiedenheit ab. Augusta und Bismarck störten sich insbesondere daran, dass Victoria ihren eigenen Einfluss auf Friedrich Wilhelm schmälerte. Beide setzten ihre politischen Erwartungen daher auf Prinz Wilhelm. Da dieser zu seiner Mutter Victoria in keinem guten Verhältnis stand, näherte auch er sich nach seinem Studium Augusta und ihrer Tochter Luise an.

#### Jährliche Reisen und politisches Mitwirken in den letzten Lebensjahren
Vom Berliner Hof hielt sich Augusta häufig fern. Sie verbrachte nur etwa die Hälfte des Jahres in Berlin. Im Mai reiste sie meist zur Kur nach Baden-Baden. Es folgte im Juni ein Aufenthalt in Koblenz, wo sie karitativen und gesellschaftlichen Aufgaben nachging. Gelegentlich besuchte sie von dort aus ihre Tochter Luise in der badischen Residenzstadt Karlsruhe oder kurte in Bad Ems, wohin auch ihr Mann reiste. Im Herbst hielt sich Augusta erneut in Baden-Baden oder auf der Bodenseeinsel Mainau auf. Die Wintersaison verbrachte sie von November bis April in Berlin.
Die Kaiserin selbst litt zunehmend unter körperlichen Gebrechen und zog sich 1881 bei einem Sturz in Koblenz schwere Verletzungen zu. Fortan war sie auf Krücken und einen Rollstuhl angewiesen. Trotzdem versuchte Augusta, weiterhin politisch mitzuwirken und auch ihrer Patronage gegenüber der katholischen Bevölkerung nachzukommen. Hierzu setzte sie unter anderem auf finanzielle Unterstützung.
Bei dem Tod ihres Mannes am 9. März 1888 war Augusta im Alten Palais persönlich zugegen. Wenige Monate später erlebte sie noch, wie ihr Sohn, Kaiser Friedrich III., an Kehlkopfkrebs starb. In der Folge bestieg ihr Enkel, Wilhelm II., den Kaiserthron.

### Tod und Erbe
Augusta starb am 7. Januar 1890 im Alter von 78 Jahren an einer Atemwegserkrankung, der Russischen Grippe.
Sie wurde zunächst in ihrem Wohnsitz, dem Alten Palais Unter den Linden, für die Öffentlichkeit aufgebahrt. Ihrem Testament folgend erhielten das Rote Kreuz (Augusta Fonds), weitere Wohltätigkeitseinrichtungen insbesondere in Berlin und Koblenz sowie die Koblenzer Rheinanlagen finanzielle Zuwendungen.

## Rezeption

### Zeitgenössische Wahrnehmung

#### Bismarck und sein Umfeld
Da Bismarck seit der Revolution von 1848 mit Augusta in keinem guten Verhältnis stand, zeichnete er in seiner Autobiographie, den Gedanken und Erinnerungen, ein negatives Bild der Kaiserin: Sie habe einen schädlichen Einfluss auf Wilhelm I. ausgeübt und sei aufgrund ihrer Sympathien für die französische und englische Kultur unpatriotisch veranlagt gewesen. Bismarck warf ihr auch fälschlich vor, eine „Landesverräterin“ gewesen zu sein, welche Staatsgeheimnisse an die französische Botschaft weitergegeben habe. Ihre pazifistische Haltung sei realitätsfern gewesen und ihre Intrigen hätten ihm die Führung der Staatsgeschäfte erschwert. Der preußische Ministerpräsident und Reichskanzler schrieb der Kaiserin ein „Bedürfniß des Widerspruchs“ zu: Wenn er auf einen konservativen Kurs schwenkte, habe sie einen liberalen Personenkreis versucht zu befördern. Agierte er dagegen liberaler, habe sich die Kaiserin auf die Seite der Konservativen und Katholiken gestellt. Bismarck meinte, dass Augusta nur während der sogenannten Neuen Ära nicht gegen die preußische Regierung opponiert habe. In dieser Phase habe sie sich in der Ministerwahl durchsetzen können. Die Historikerin Petra Wilhelmy kommt zu dem Ergebnis, dass Bismarck Augusta „bis zu einem gewissen Grade Unrecht tat“. Die Monarchin habe nicht aus einem prinzipiellen „Widerspruchsgeist“ zu seiner Politik agiert, sondern sei im Gegensatz zum Reichskanzler vergleichsweise liberal gesinnt und konfessionell tolerant gewesen. Gegen eine vermeintliche Dominanz Augustas und Victorias positionierte sich neben Bismarck auch Ernst II. von Sachsen-Coburg und Gotha öffentlich. Er warnte angesichts der „Frauenpolitik“ vor „feindliche[n] und den Deutschen schädliche[n]“ Unternehmungen.

#### Umstrittener Ruf in der Öffentlichkeit
Insgesamt wurde im 19. Jahrhundert jedoch die Wirksamkeit des politischen Handelns Augustas aufgrund ihrer Auseinandersetzung mit Bismarck als gering eingestuft. Bewertungen konzentrierten sich auf ihre repräsentative Rolle in der Monarchie. Wie andere Fürstinnen musste sie dem vorherrschenden Rollenbild entsprechen, das heißt sich im Bereich der karitativen Wohltätigkeit und der königlichen Nachrichtenübermittlung betätigen, Letzteres besonders während der kriegsbedingten Abwesenheiten Wilhelms. Aus der Perspektive der Zeitgenossen war Augusta dafür nur teilweise geeignet. Sie zeigte zwar als Schirmherrin vieler „Vaterländischer Frauenvereine“ Präsenz, abgesehen von diesem Engagement für die Verwundetenpflege hielt sie sich öffentlich jedoch meist zurück.
Die Illustrirte Zeitung kritisierte am 27. Juli 1867 Augustas zunehmenden Rückzug ins Familienleben. Vor der Revolution von 1848/1849 sei sie noch „eine glänzende Erscheinung am Hofe zu Berlin“ gewesen. Mittlerweile halte sie sich jedoch vornehmlich „im stillen Kreise des Familienlebens […] wie verborgen“ und nehme kaum noch am Berliner Hofleben teil. Stattdessen verlebte sie „den größten Theil des Jahres außerhalb der Residenz […], auf ihrem Lieblingssitz zu Koblenz oder in Karlsruhe bei der Tochter, oder in einem deutschen Bad, wo sie die gewöhnliche Cur gebraucht“. Kritik erregte auch, dass sie in der Hauptstadt für eine Monarchin recht unscheinbar, das heißt zu wenig ihren gesellschaftlichen Status repräsentierend in Erscheinung trat. Laut Katrin Feuerstein-Praßer war Augusta außerhalb von Koblenz zu ihren Lebzeiten nie populär. Die Historikerin führt das darauf zurück, dass Augusta zum einen Schwierigkeiten damit gehabt hätte, intensive Kontakte zu der preußischen Elite zu pflegen. Zum anderen habe es Aufsehen erregt, dass sie überwiegend Französisch sprach und schrieb. An den deutschen Höfen war dies in der Reichsgründungszeit schon nicht mehr üblich. Nach Ansicht des Historikers Gerd Heinrich war Augusta bei den Zeitgenossen eine „in fast jeder Hinsicht umstrittene Erscheinung“. Einerseits wurde ihr Einfluss auf die Erziehung des Thronfolgers und der Tochter Luise positiv bewertet. Ihr fürstliches Auftreten und ihre Umgangsformen galten teils als angemessen; andererseits fielen Augustas Reizbarkeit und ihre Stimmungsschwankungen negativ auf. Der auf ihre Weimarer Prägung zurückgeführte Intellekt und ihre Prunkvorliebe hätten am vergleichsweise sparsamen Hohenzollernhof unpassend gewirkt.
Nach Ansicht von Georg Wagner-Kyora verschaffte Augustas karitatives Eintreten Preußen auf internationaler Bühne Ansehen. Ihr diplomatisches Netzwerk zu anderen Fürstenhäusern ließ sie in der öffentlichen Wahrnehmung als unkriegerisch erscheinen. Sie erreichte im Kaiserreich jedoch nie die Popularität von Auguste Viktoria. Die Gemahlin Wilhelms II. war selbst im deutschen Bürgertum respektiert. Augusta dagegen blieb, so die Einschätzung Wagner-Kyoras, zu sehr in einem „dynastischem Traditionalismus“ verfangen. Auch David Barclay zufolge manövrierte sie sich mit der Betonung ihrer hocharistokratischen Herkunft aus dem Weimarer Fürstenhaus in eine Außenseiterposition. Hannah Pakula macht Augustas Persönlichkeit für ihr negatives Image in höfischen Kreisen verantwortlich. Augusta sei zwar intellektuell und intelligent veranlagt, habe es aber „nicht ertragen, wenn jemand mit ihr nicht einer Meinung war“. Ihr energisches Auftreten bei höfischen Veranstaltungen erregte Kritik. Der belgische König gab ihr beispielsweise den Spottnamen „Drache vom Rhein“, womit er gleichzeitig auf ihre Vorliebe für das Rheinland anspielte. In der preußischen Rheinprovinz und vor allem in Koblenz, Augustas langjähriger Residenz, wurde die Rolle der Kaiserin dagegen positiv bewertet. Der Geschichtsdidaktiker Marco Zerwas führt die damalige „regelrechte Verehrung der größtenteils katholischen Bevölkerung […] für die protestantischen Hohenzollern und Wilhelm“ maßgeblich auf Augustas öffentliche Popularität zurück. Aus Anlass ihres Todes 1890 gab die Stadt Koblenz eine Gedenkschrift mit dem Titel Kaiserin Augusta in Coblenz. 1850–1889 heraus. Das Werk schreibt ihrem Wirken eine größere Rolle bei der Integration des Rheinlandes in den preußischen Staat zu als der Gesetzgebung und Verwaltung.

### Symbolische Repräsentation und Gedenken

#### Namensgeberin und Denkmäler

Kaiserin-Augusta-Denkmäler
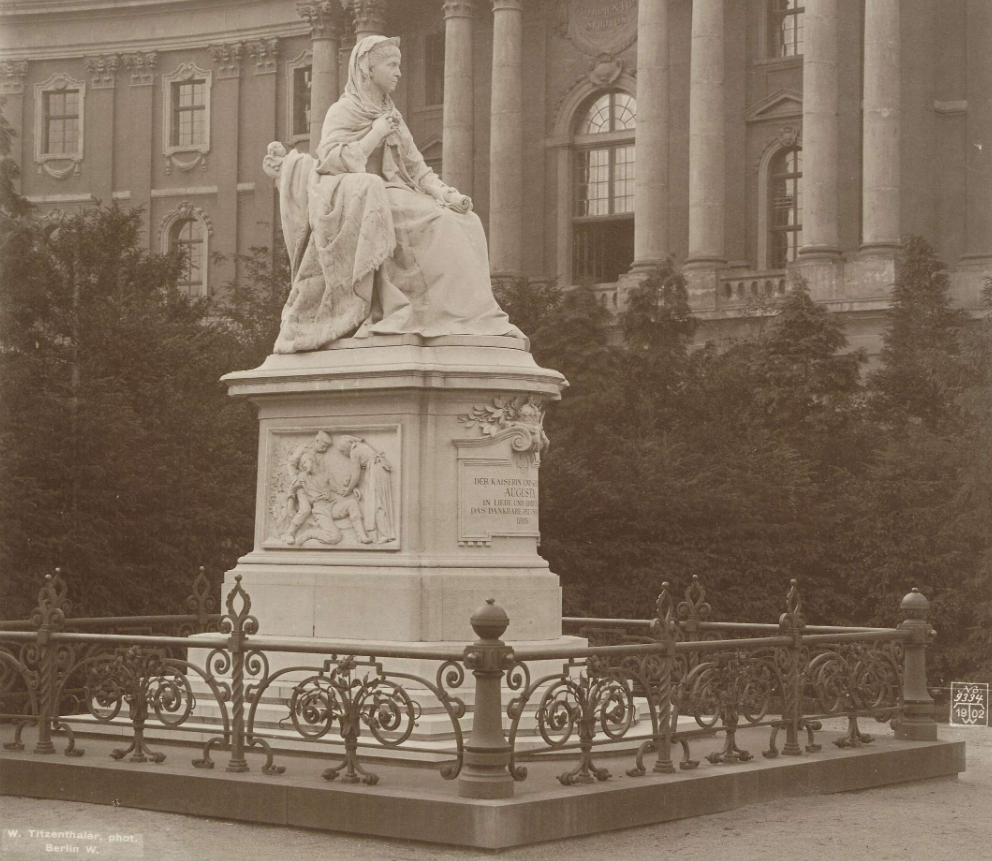
Bebelplatz in Berlin, zwischen 1892 und 1895 von Fritz Schaper geschaffen, im Zweiten Weltkrieg zerstört[141] Fotografie von Waldemar Titzenthaler aus dem Jahr 1902
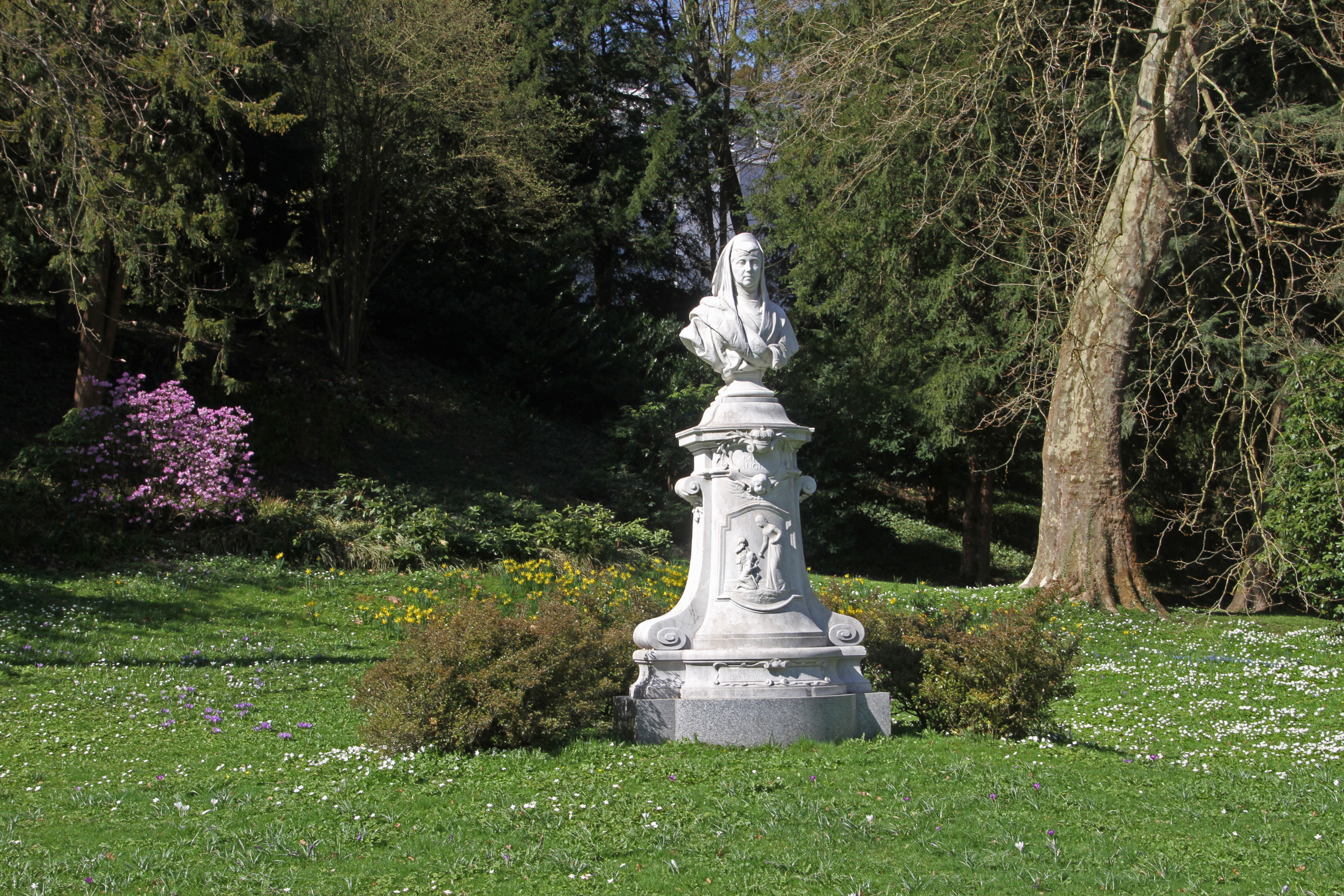
Lichtentaler Allee von Baden-Baden, geschaffen von Joseph Kopf (Büste), Friedrich von Thiersch (Granitsockel), 1892
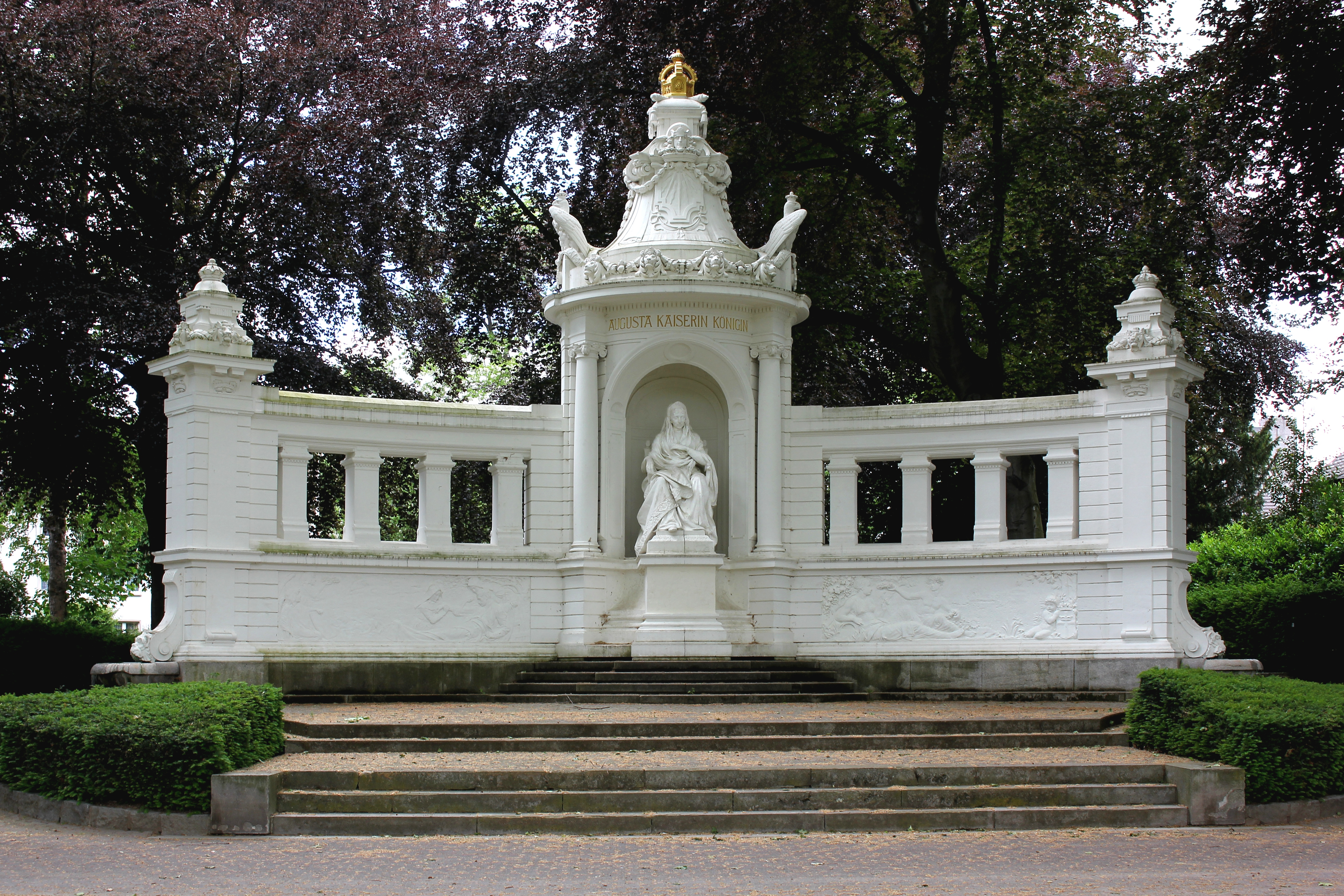
Denkmal in den Rheinanlagen von Koblenz, 1896 eingeweiht, geschaffen von Karl Friedrich Moest (Skulptur) und Bruno Schmitz (Denkmal)
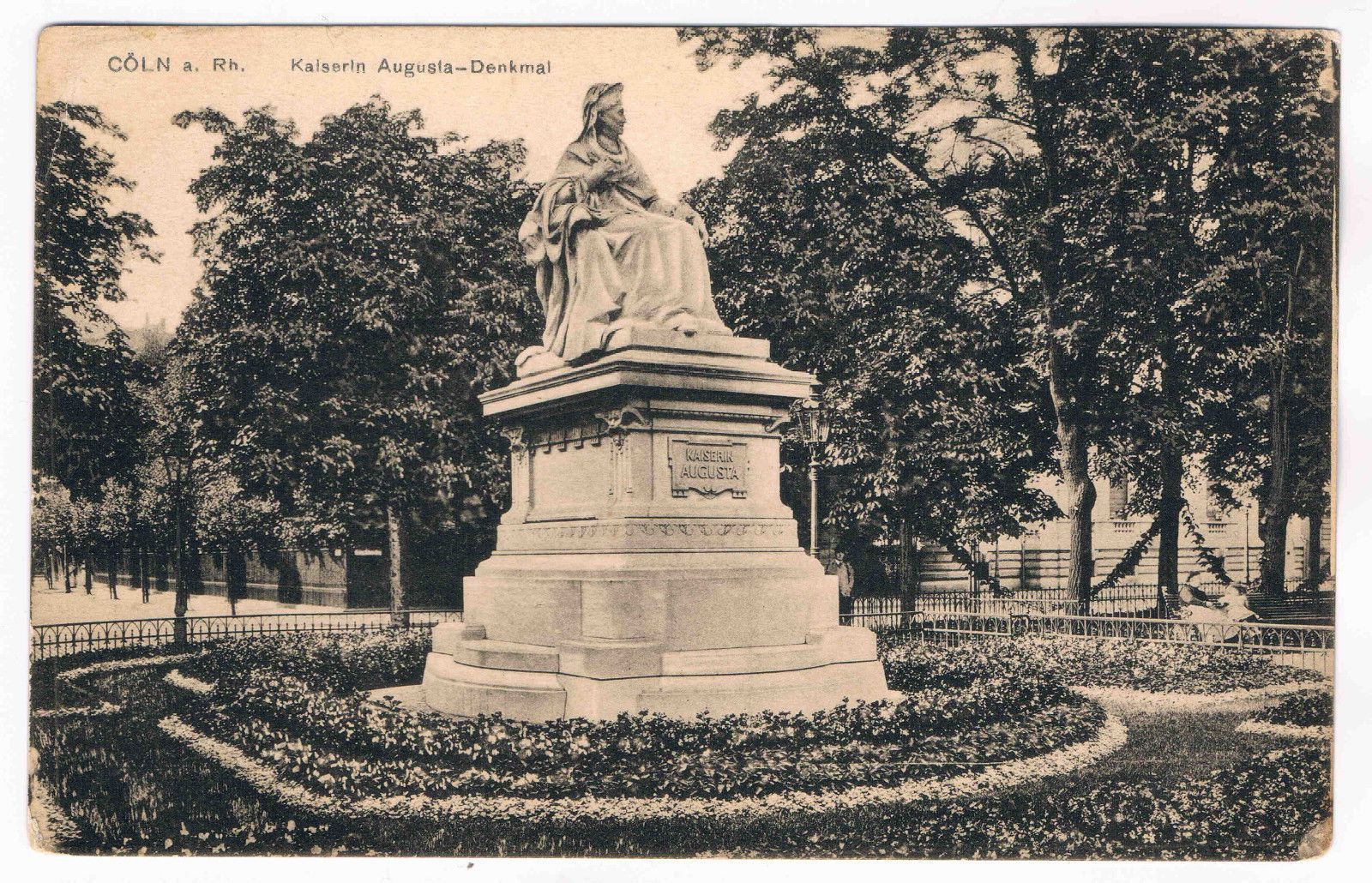
Kaiser-Wilhelm-Ring in Köln, 1903, geschaffen von Franz Dorrenbach (Figur), Heinrich Stockmann (Sockel), 1943 zerstört

Der Historikerin Alexa Geisthövel zufolge verlor das Gedenken an die Kaiserin schon kurz nach ihrem Tod an Bedeutung. Zwar seien Straßen, höhere Schulen für Mädchen und Krankenhäuser wie das Kaiserin-Augusta-Hospital in Berlin nach ihr benannt worden. Ihr seien jedoch nur „einige wenige Denkmäler“ gewidmet worden. Geisthövel betont, dass es im 19. Jahrhundert eine Besonderheit darstellte, einer nicht regierenden Monarchin überhaupt öffentliche Denkmäler zu errichten. Unter den preußischen Königinnen war Augusta nach Luise die zweite, der in Berlin ein Denkmal gewidmet wurde. 1891 rief ein „Comité“ für das Kaiserin-Augusta-Denkmal zu Spenden auf. Im Ergebnis konnte die Sitzfigur 1895 auf dem Opernplatz, dem heutigen Bebelplatz, eingeweiht werden. Die Aufstellung des Augusta-Denkmals „inmitten des monarchischen Repräsentationsareals“ deutet die Historikerin Helke Rausch als „Versuch einer Politisierung“: Da zum damaligen Zeitpunkt Feierlichkeiten zum fünfundzwanzigsten Jahrestag der deutschen Reichsgründung kurz bevorstanden, plädierte der frühere Vorsteher der Berliner Stadtverordnetenversammlung, Albert Stryck, in seiner Rede am Denkmal dafür, Augusta neben Wilhelm I., den Feldherren und Staatsmännern als Repräsentationsfigur des Deutschen Reiches wahrzunehmen. Als Begründung führte er an, dass die Kaiserin junge Frauen dazu erzogen habe, sich in der Krankenpflege zu betätigen und sich um die in den deutschen Einigungskriegen verwundeten Männer zu kümmern. Laut Rausch hätten Zeitgenossen Augusta im karitativen Bereich zu einem Vorbild für weibliche „Pflichttreue und Opferbereitschaft“ erhoben. Das 1928 in den Park von Schloss Monbijou versetzte Denkmal der Kaiserin wurde im Zweiten Weltkrieg zerstört.
In Baden-Baden beauftragte der Stadtrat den Bildhauer Joseph Kopf mit der Errichtung eines Kaiserin-Augusta-Denkmals. Die Büste wurde 1893 eingeweiht und sollte an die regelmäßigen Kuraufenthalte der Kaiserin in der Stadt erinnern. In ihrer Residenzstadt Koblenz wurde 1893 für einen Denkmalbau ein Architekturwettbewerb ausgeschrieben, den Bruno Schmitz für sich entschied. Bis 1896 errichtete er zusammen mit dem Bildhauer Karl Friedrich Moest das Kaiserin-Augusta-Denkmal. Eine Figur der Herrscherin steht in der Mitte der Anlage. Eine baldachinförmige Vertiefung des Denkmals umfängt die Figur rücklings. Die Verzierungen weisen symbolisch auf Augustas Engagement für das Rote Kreuz und die Stadt Koblenz hin. Ein weiteres Denkmal der Kaiserin ließ die Stadt Köln ab 1897 auf dem Kaiser-Wilhelm-Ring planen und bauen. Der Auftrag wurde reichsweit ausgeschrieben und ein Kostenlimit von 60.000 Mark gesetzt. Die Wahl fiel auf die Bildhauer Franz Dorrenbach und Heinrich Stockmann. Sie stellten bis 1903 eine marmorne Sitzfigur der Monarchin fertig.

#### Bildliche Darstellungen
Augusta nutzte bildliche Darstellungen als Propagandamittel. Entgegen den bürgerlichen Wertvorstellungen ließ sie sich jedoch meistens nicht als Gemahlin neben Wilhelm I. porträtieren. Sie zeigte sich stattdessen als eigenständige Monarchin und folgte damit dem traditionellen Herrscherbild. Gleichzeitig distanzierte sie sich in ihren Darstellungen vom damaligen Militarismus. Wagner-Kyora zufolge sei in dieser Hinsicht ein Holzstich von 1871 typisch, den sie vervielfältigen ließ. Das Bild zeigt sie mit einer Brosche des Roten Kreuzes in einem Medaillon. Zwei verletzte Soldaten flankieren sie. Unterhalb des Medaillons ist das Symbol des Roten Kreuzes und ein Engel mit Krücken zu sehen. Das Bild hebt zum einen Augustas Förderung der Kriegsverwundetenfürsorge hervor. Oben verweisen die Embleme des Deutschen Reiches, des Elsasses und Lothringens zum anderen aber auch auf das neu geschaffene Reichsland Elsaß-Lothringen. Augusta erscheint somit als Triumphator. Adolph Menzel setzte Augusta in seinem Gemälde Abreise König Wilhelms I. zur Armee am 31. Juli 1870 als Pazifistin in Szene. Angesichts des beginnenden Deutsch-Französischen Krieges drückt sie sich trauernd ein weißes Taschentuch ins Gesicht. Sie steht damit in einem auffallenden Gegensatz zur größtenteils den Krieg bejubelnden Menschenmenge. Bezeichnenderweise, so Wagner-Kyora, sind in dem Gemälde Fahnen des Roten Kreuzes zu sehen, die in der realen historischen Situation nicht vorhanden gewesen seien, hier aber Augustas pazifistische Einstellung betonten.

#### Ausstellungen und Veranstaltungen

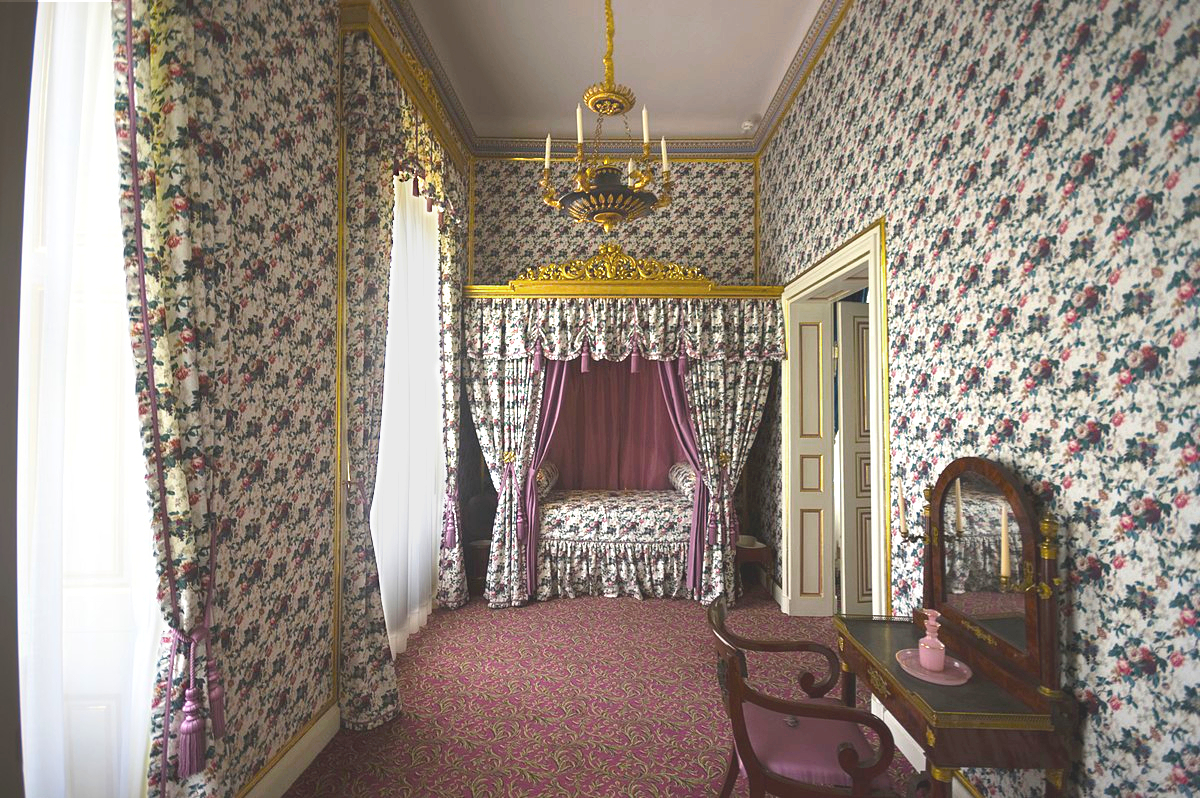
Das für Augusta umgestaltete Schlafkabinett im Schloss Branitz, von Fürst Pückler seit Mai 1857 für die spätere Königin vorgesehen, am 25. Juli 1864 kurzzeitig von Augusta genutzt

Dem Leben und Wirken Augustas wurden in den letzten Jahren mehrere Sonderausstellungen gewidmet:
- Die erste Augusta-Exposition veranstaltete die heutige Herzogin-Anna-Amalia-Bibliothek 1911 in Weimar. Anlass war der 100. Geburtstag der Kaiserin. Der Bibliothekar Paul von Bojanowski verfasste begleitend eine Biographie mit dem Titel „Weimar und die Kaiserin Augusta“. In dem Buch, das zugleich Ausstellungskatalog ist, thematisiert Bojanowski vor allem die kulturelle Wirkung des Weimarer Hofes auf Augusta.[157]
- 2011 präsentierte die Klassik Stiftung Weimar im Stadtschloss eine Ausstellung mit dem Titel „Die Kaiserin aus Weimar. Augusta von Sachsen-Weimar und Eisenach“. Anlass hierfür war der 200. Geburtstag der Kaiserin. Hauptthema war die Kindheit und Jugend der damaligen Prinzessin, also ihre Zeit am Weimarer Hof. Gezeigt wurden 34 Exponate, darunter Notizen von Augustas Hoflehrern und Zeichnungen aus der Hand der Prinzessin selbst.[158]
- 2015 zeigte die Stiftung Preußische Schlösser und Gärten Berlin-Brandenburg im Schloss Charlottenburg die Sonderausstellung „Frauensache. Wie Brandenburg Preußen“ wurde. Die Präsentation beschäftigte sich neben anderen preußischen Monarchinnen auch mit Augusta. Die Kaiserin wurde als gescheiterte liberale Gegenspielerin von Reichskanzler Bismarck dargestellt.[159]
- 2017 war in Schloss Babelsberg die Ausstellung „Pückler. Babelsberg. Der grüne Fürst und die Kaiserin“ zu sehen. Der Schwerpunkt der Ausstellung lag auf Fürst Pücklers freundschaftlichem Verhältnis zu Augusta. Der adlige Standesherr hatte ab 1842 im Auftrag Augustas und Wilhelms Park Babelsberg umgestaltet.[160]
- Auch die Sonderausstellung „Augusta von Preußen – die Königin zu Gast in Branitz“ nahm 2017 die Beziehung zwischen der späteren deutschen Kaiserin und Fürst Pückler in den Blick. Hauptthema war Augustas Aufenthalt auf Schloss Branitz am 25. Juli 1864.[161] Pückler ließ für Augustas einzigen Besuch Räume seines Schlosses umgestalten und an der Tafel zehn Gänge servieren.[162]

In den Koblenzer Rheinanlagen findet seit 2006 jährlich am UNESCO-Welterbetag, dem ersten Sonntag im Juni, das Kaiserin-Augusta-Fest statt. Die Veranstaltung wird jeweils von einer als Kaiserin Augusta verkleideten Darstellerin eröffnet.

### Forschung
Die Forschung befasst sich erst seit den letzten beiden Jahrzehnten intensiver mit Augusta. Bis dahin wurde meist das von Bismarck intendierte Bild der Kaiserin fortgeschrieben. Trotz diverser Veröffentlichungen steht eine allgemein anerkannte wissenschaftliche Biographie noch aus. Insbesondere stärker quellenbasierte Fachaufsätze stellen mittlerweile Bismarcks Erzählung bezüglich der Kaiserin in Frage. Die Historikerin Monika Wienfort urteilte 2018, dass eine „Augusta-Forschung“ bislang kaum existiere. Auch nach Einschätzung der Historikerin Birgit Aschmann sind „zentrale Teile ihrer Vita ein Forschungsdesiderat“. Es gebe „eine wissenschaftlich befriedigende Biographie nach wie vor nicht.“ Laut Caroline Galm seien bisher „wissenschaftlich fundiert nur kleinere Untersuchungen“ vorhanden, etwa von den Historikern David E. Barclay, Alexa Geisthövel, Georg Wagner-Kyora, Frank Lorenz Müller und Susanne Bauer. Die Augusta-Biographien aus der Zeit des Deutschen Kaiserreiches würden „jeglicher Quellenbasis entbehren und – je nach politischer Herkunft des Autors – entweder harmonisierend-panegyrisch oder grob ablehnend“ die Kaiserin bewerten. Galm zufolge hielten auch Biographien aus den 1930er und 1940er Jahren an dieser Darstellungstradition fest, nicht zuletzt, da Schutzfristen eine Auswertung der Archivalien unmöglich machten. Die zuletzt erschienenen Biographien durch den Schriftsteller Helmut H. Schulz 1996 und der Historikerin Karin Feuerstein-Praßer 2011 würden ebenfalls zu keinen neuen Erkenntnissen gelangen und die Kaiserin weiterhin als „Visionärin ohne Macht“ ansehen: Augusta hätte sich demnach zwar um eine politische Steuerung ihres Gemahls bemüht, spätestens seit Bismarcks Ernennung zum preußischen Ministerpräsidenten 1862 sei ihr jedoch jede politische Mitwirkungsmöglichkeit entzogen worden. In der Folge sei ihr nur die Förderung der karitativen Fürsorge geblieben. Die Geschichtsschreibung folgte damit weiterhin Bismarcks Augusta-Bewertung. Die Rolle der Kaiserin blieb wie die Kaiser Wilhelms I. zugunsten einer Bismarck bevorteilenden Perspektive historiographisch kaum erforscht. So werde Augusta, wie Ulrich Lappenküper 2018 auf einer Fachtagung äußerte, mitunter immer noch als „Unterrockpolitikerin“ vorgestellt, „die stets gegen die Berliner Politik intrigiert haben soll“.

#### Beurteilung der politischen Handlungsspielräume
Ein Forschungsschwerpunkt des 21. Jahrhunderts sind Augustas politische Handlungsspielräume und ihr Selbstverständnis als Monarchengattin im 19. Jahrhundert. Aschmann zufolge interessiere die Forschung an Augusta insbesondere, dass sie mit „gängigen Mustern, Gendererwartungen und politischen Präferenzen der damaligen Zeit, nicht zuletzt zum nationalistisch-militaristischen Mainstream“, in Konflikt stand. Galm weist darauf hin, dass der Frau eines Monarchen im 19. Jahrhundert rechtlich und normativ kein politischer Handlungsspielraum zugestanden wurde. In der Praxis habe Augusta jedoch durchaus Möglichkeiten gehabt, politisch mitzuwirken. Bereits ihre Heirat sei außenpolitisch motiviert gewesen. Außerdem hatte sie repräsentative Aufgaben zu erfüllen, beteiligte sich an der Erziehung der Kinder und konnte als politische Beraterin ihres Mannes wirken. Sie knüpfte zudem viele Kontakte und habe so als wichtige soziale Netzwerkerin agiert. Nach Ansicht des Historikers Jan Markert war Augustas politischer Einfluss weder durch die preußische Verfassung von 1848/1850 noch durch das dynastische Hausgesetz rechtlich definiert. Sie habe jedoch über ihre dynastische Stellung und ihre familiäre Verbindung Wilhelm I. besonders nahegestanden. Aus diesem Grund konnte sie nach Meinung von Markert bestimmten Personenkreisen einen Zugang zum König verschaffen oder durch Gespräche und Briefverkehr auf Wilhelm einwirken. Markert urteilt, dass Augusta insgesamt daran scheiterte, „Wilhelm von Ideen zu überzeugen, die dessen persönlicher monarchischer Wirklichkeitswahrnehmung widersprachen“. Der Monarch habe sie demnach lediglich konsultiert, um sein politisches Programm zu konkretisieren. In der Zeit des Preußischen Verfassungskonfliktes gingen ihre Meinungen zudem so weit auseinander, dass gemeinsame Besprechungen kaum noch möglich waren. Während Augusta altliberalen Vorstellungen folgte, war Wilhelm konservativer eingestellt. Der König setzte seine Gemahlin darüber hinaus nicht über alle Themen in Kenntnis.
Georg Wagner-Kyora misst Augustas „Einreden auf Wilhelms Außen- und Innenpolitik“ wenig Bedeutung bei. Dennoch hätten sie bei gemeinsamem Frühstücken oft über politische Berichte der Tagespresse diskutiert. Auch beim Abendessen verbrachten Augusta und Wilhelm Zeit miteinander. Frank Lorenz Müller sieht Augustas politischen Einfluss lediglich auf zwei Felder beschränkt, die Erziehung des Thronfolgers Friedrich Wilhelm und dessen Einheirat in das liberal geltende britische Königshaus. Augusta habe in dieser Hinsicht durchaus Erfolge erzielt. Friedrich Wilhelm habe seiner Mutter politisch näher gestanden als Wilhelm, was in Großbritannien öffentlich anerkannt worden sei. Der krebsbedingte frühe Tod des nachmaligen Kaisers nach nur 99 Tagen im Amt habe Augustas Mission aber wenig wirksam werden lassen.

#### Erforschung der Briefkorrespondenz

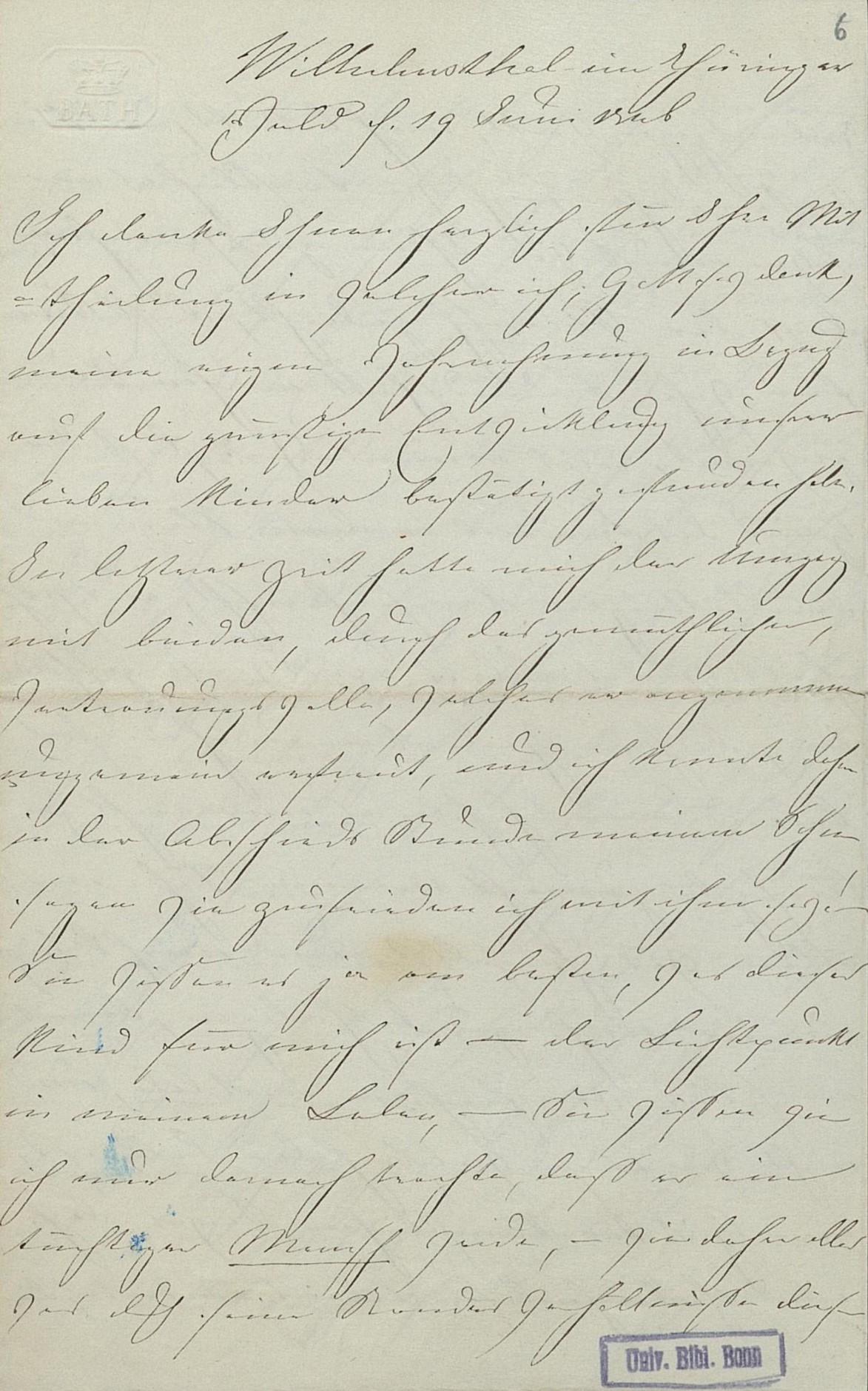
Erste Seite eines Briefes Augustas an Ernst Curtius vom 19. Juni 1846

Als wichtigste Quelle gilt Augustas briefliche Korrespondenz. Die Historikerin Susanne Bauer fand heraus, dass Augusta mit 486 Personen in brieflichem Kontakt stand. Es sind bislang 22.086 Briefe bekannt. Die meisten davon richten sich an Fürsten, mit denen Augusta in einem verwandtschaftlichen Verhältnis stand. Augusta tauschte sich darin sowohl über familiäre als auch politische Inhalte aus. Sie nutzte die Briefe zur Informationsgewinnung und um Einfluss auf ihr Umfeld auszuüben. Bauer sieht in den Briefen das einzige bedeutende Instrument, über das Augusta am politischen Geschehen habe mitwirken können. Die erhalten gebliebene schriftliche Korrespondenz zwischen Wilhelm und Augusta umfasst ungefähr 5800 Briefe und gilt als bedeutende Quelle für das Verhältnis des Monarchenpaares. Neben anderen Fürsten stand Augusta auch mit Staatsmännern, Offizieren, Wissenschaftlern und Schriftstellern in Austausch. Neben Bauer wirkt auch Caroline Galm an der Auswertung der Korrespondenz mit. Sie beschäftigt sich insbesondere mit dem Briefverkehr zwischen Wilhelm und Augusta. Galm möchte auf diese Weise herausfinden, „ob es ein politisches Zusammenarbeiten der beiden Gatten gab, und wenn ja, wie dieses aussah“. Galm zufolge spielte überdies die Korrespondenz mit „politisch ähnlich denkenden Standesgenossinnen und –genossen“ eine Schlüsselrolle für Augustas politisches Briefnetzwerk. Es sei dabei die entscheidende Frage, ob Akteure wie die britische Königin Victoria oder der badische Großherzog Friedrich sie als bedeutende politische Verbündete ernst nahmen oder in ihr lediglich eine „Beziehungsmaklerin“ mit Nähe zu Wilhelm I. sahen.

## Vorfahren
| Ahnentafel Augustas von Sachsen-Weimar-Eisenach | Ahnentafel Augustas von Sachsen-Weimar-Eisenach                                                                              | Ahnentafel Augustas von Sachsen-Weimar-Eisenach                                                                              | Ahnentafel Augustas von Sachsen-Weimar-Eisenach                                                                 | Ahnentafel Augustas von Sachsen-Weimar-Eisenach                                                                 | Ahnentafel Augustas von Sachsen-Weimar-Eisenach                                                                 | Ahnentafel Augustas von Sachsen-Weimar-Eisenach                                                                 | Ahnentafel Augustas von Sachsen-Weimar-Eisenach                                                                 | Ahnentafel Augustas von Sachsen-Weimar-Eisenach                                                                 |
| ----------------------------------------------- | --- | --- | --- | --- | --- | --- | --- | --- |
| Urgroßeltern                                    | Herzog Ernst August II. von Sachsen-Weimar-Eisenach (1737–1758) ⚭ 1756 Anna Amalia von Braunschweig-Wolfenbüttel (1739–1807) | Herzog Ernst August II. von Sachsen-Weimar-Eisenach (1737–1758) ⚭ 1756 Anna Amalia von Braunschweig-Wolfenbüttel (1739–1807) | Landgraf Ludwig IX. von Hessen-Darmstadt (1719–1790) ⚭ 1741 Karoline von Pfalz-Zweibrücken (1721–1774)          | Landgraf Ludwig IX. von Hessen-Darmstadt (1719–1790) ⚭ 1741 Karoline von Pfalz-Zweibrücken (1721–1774)          | Peter III. von Russland (1728–1762) ⚭ 1745 Zarin Katharina II. von Russland (1729–1796)                         | Peter III. von Russland (1728–1762) ⚭ 1745 Zarin Katharina II. von Russland (1729–1796)                         | Friedrich Eugen (Württemberg) (1732–1797) ⚭ 1753 Friederike Dorothea Sophia von Brandenburg-Schwedt (1736–1798) | Friedrich Eugen (Württemberg) (1732–1797) ⚭ 1753 Friederike Dorothea Sophia von Brandenburg-Schwedt (1736–1798) |
| Großeltern                                      | Großherzog Carl August von Sachsen-Weimar-Eisenach (1757–1828) ⚭ 1775 Luise von Hessen-Darmstadt (1757–1830)                 | Großherzog Carl August von Sachsen-Weimar-Eisenach (1757–1828) ⚭ 1775 Luise von Hessen-Darmstadt (1757–1830)                 | Großherzog Carl August von Sachsen-Weimar-Eisenach (1757–1828) ⚭ 1775 Luise von Hessen-Darmstadt (1757–1830)    | Großherzog Carl August von Sachsen-Weimar-Eisenach (1757–1828) ⚭ 1775 Luise von Hessen-Darmstadt (1757–1830)    | Zar Paul I. von Russland (1754–1801) ⚭ 1776 Sophie Dorothee von Württemberg (1759–1828)                         | Zar Paul I. von Russland (1754–1801) ⚭ 1776 Sophie Dorothee von Württemberg (1759–1828)                         | Zar Paul I. von Russland (1754–1801) ⚭ 1776 Sophie Dorothee von Württemberg (1759–1828)                         | Zar Paul I. von Russland (1754–1801) ⚭ 1776 Sophie Dorothee von Württemberg (1759–1828)                         |
| Eltern                                          | Großherzog Carl Friedrich von Sachsen-Weimar-Eisenach (1783–1853) ⚭ 1804 Großfürstin Maria Pawlowna (1786–1859)              | Großherzog Carl Friedrich von Sachsen-Weimar-Eisenach (1783–1853) ⚭ 1804 Großfürstin Maria Pawlowna (1786–1859)              | Großherzog Carl Friedrich von Sachsen-Weimar-Eisenach (1783–1853) ⚭ 1804 Großfürstin Maria Pawlowna (1786–1859) | Großherzog Carl Friedrich von Sachsen-Weimar-Eisenach (1783–1853) ⚭ 1804 Großfürstin Maria Pawlowna (1786–1859) | Großherzog Carl Friedrich von Sachsen-Weimar-Eisenach (1783–1853) ⚭ 1804 Großfürstin Maria Pawlowna (1786–1859) | Großherzog Carl Friedrich von Sachsen-Weimar-Eisenach (1783–1853) ⚭ 1804 Großfürstin Maria Pawlowna (1786–1859) | Großherzog Carl Friedrich von Sachsen-Weimar-Eisenach (1783–1853) ⚭ 1804 Großfürstin Maria Pawlowna (1786–1859) | Großherzog Carl Friedrich von Sachsen-Weimar-Eisenach (1783–1853) ⚭ 1804 Großfürstin Maria Pawlowna (1786–1859) |
| Augusta von Sachsen-Weimar-Eisenach (1811–1890) | | | | | | | | |

## Nachfahren
| Augusta von Sachsen-Weimar-Eisenach (1811–1890) ⚭ 1829 Wilhelm I. (1797–1888) | Augusta von Sachsen-Weimar-Eisenach (1811–1890) ⚭ 1829 Wilhelm I. (1797–1888) | Augusta von Sachsen-Weimar-Eisenach (1811–1890) ⚭ 1829 Wilhelm I. (1797–1888) | Augusta von Sachsen-Weimar-Eisenach (1811–1890) ⚭ 1829 Wilhelm I. (1797–1888) | Augusta von Sachsen-Weimar-Eisenach (1811–1890) ⚭ 1829 Wilhelm I. (1797–1888) | Augusta von Sachsen-Weimar-Eisenach (1811–1890) ⚭ 1829 Wilhelm I. (1797–1888) | Augusta von Sachsen-Weimar-Eisenach (1811–1890) ⚭ 1829 Wilhelm I. (1797–1888) | Augusta von Sachsen-Weimar-Eisenach (1811–1890) ⚭ 1829 Wilhelm I. (1797–1888) | Augusta von Sachsen-Weimar-Eisenach (1811–1890) ⚭ 1829 Wilhelm I. (1797–1888) | Augusta von Sachsen-Weimar-Eisenach (1811–1890) ⚭ 1829 Wilhelm I. (1797–1888) | Augusta von Sachsen-Weimar-Eisenach (1811–1890) ⚭ 1829 Wilhelm I. (1797–1888) | Augusta von Sachsen-Weimar-Eisenach (1811–1890) ⚭ 1829 Wilhelm I. (1797–1888) |
| ----------------------------------------------------------------------------- | ----------------------------------------------------------------------------- | ----------------------------------------------------------------------------- | ----------------------------------------------------------------------------- | ----------------------------------------------------------------------------- | ----------------------------------------------------------------------------- | ----------------------------------------------------------------------------- | ----------------------------------------------------------------------------- | ----------------------------------------------------------------------------- | ----------------------------------------------------------------------------- | ----------------------------------------------------------------------------- | ----------------------------------------------------------------------------- |
| Kinder                                                                        | Kaiser Friedrich III. (1831–1888)                                             | Kaiser Friedrich III. (1831–1888)                                             | Kaiser Friedrich III. (1831–1888)                                             | Kaiser Friedrich III. (1831–1888)                                             | Kaiser Friedrich III. (1831–1888)                                             | Kaiser Friedrich III. (1831–1888)                                             | Kaiser Friedrich III. (1831–1888)                                             | Kaiser Friedrich III. (1831–1888)                                             | Großherzogin Luise (1838–1923)                                                | Großherzogin Luise (1838–1923)                                                | Großherzogin Luise (1838–1923)                                                |
| Enkel                                                                         | Kaiser Wilhelm II. (1859–1941)                                                | Herzogin Charlotte (1860–1919)                                                | Heinrich (1862–1929)                                                          | Sigismund (1864–1866)                                                         | Prinzessin Viktoria (1866–1929)                                               | Waldemar (1868–1879)                                                          | Königin Sophie (1870–1932)                                                    | Landgräfin Margarethe (1872–1954)                                             | Großherzog Friedrich II. von Baden (1857–1928)                                | Königin Viktoria (1862–1930)                                                  | Ludwig Wilhelm (1865–1888)                                                    |